# Boulevard Raspail
Pour les articles homonymes, voir Raspail.
Le boulevard Raspail est un boulevard des 6e, 7e et 14e arrondissements de Paris.

## Situation et accès
Quasiment orienté nord-sud, il relie le boulevard Saint-Germain à la place Denfert-Rochereau en traversant successivement les 7e (quartier Saint-Thomas-d'Aquin), 6e (quartier Notre-Dame-des-Champs) et 14e arrondissements (quartier du Montparnasse). Il croise les axes de la rue de Sèvres, de la rue de Rennes et du boulevard du Montparnasse.
La voie est la plus longue de la Rive gauche, en ligne droite.
Sept stations du métro de Paris desservent le boulevard Raspail :
- Rue du Bac
- Sèvres - Babylone
- Rennes
- Notre-Dame-des-Champs
- Vavin
- Raspail
- Denfert-Rochereau

## Origine du nom et dénominations antérieures

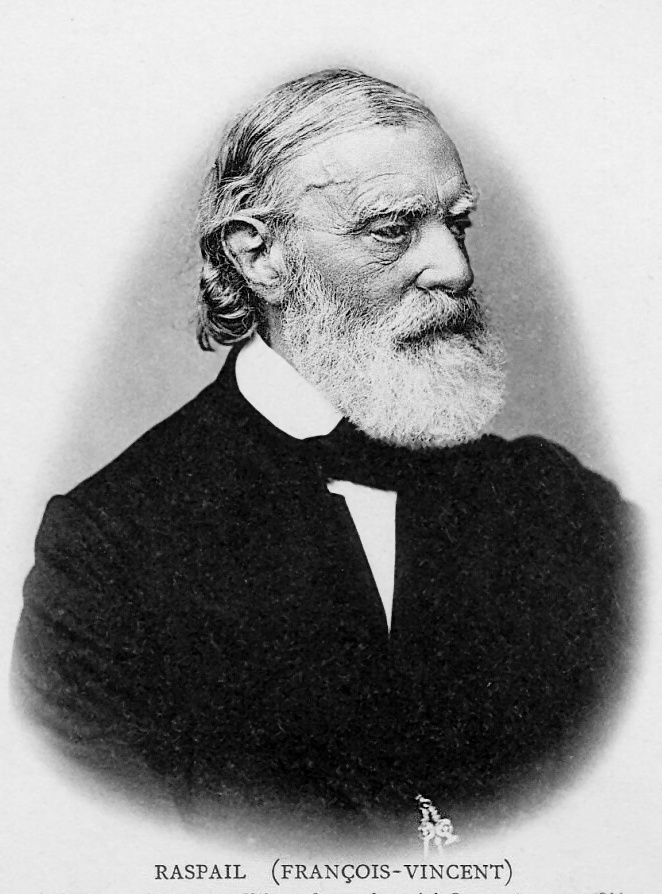
François-Vincent Raspail.

Son nom actuel lui a été attribué en 1887 en hommage au chimiste, médecin et homme politique François-Vincent Raspail (1794-1878).
Précédemment dénommée « boulevard d’Enfer » la section méridionale de l'actuel boulevard Raspail, comprise entre le boulevard du Montparnasse et la place Denfert-Rochereau, tirait ce nom de l'ancienne barrière d'Enfer qui tirait à son tour le sien de la rue d'Enfer. 
Aujourd'hui, seul le passage d'Enfer, voie perpendiculaire au boulevard, au sein du 14e arrondissement, évoque l'ancien quartier d'Enfer[Quoi ?].

## Historique
Ce boulevard résulte de la composition de plusieurs tronçons :
- la partie la plus ancienne est celle située entre les boulevards du Montparnasse et Saint-Jacques ouverte de 1760 à 1767, pour constituer l'un des boulevards du Midi.

Il porta le nom de « boulevard d'Enfer » lié à la rue éponyme à proximité (actuelle avenue Denfert-Rochereau).

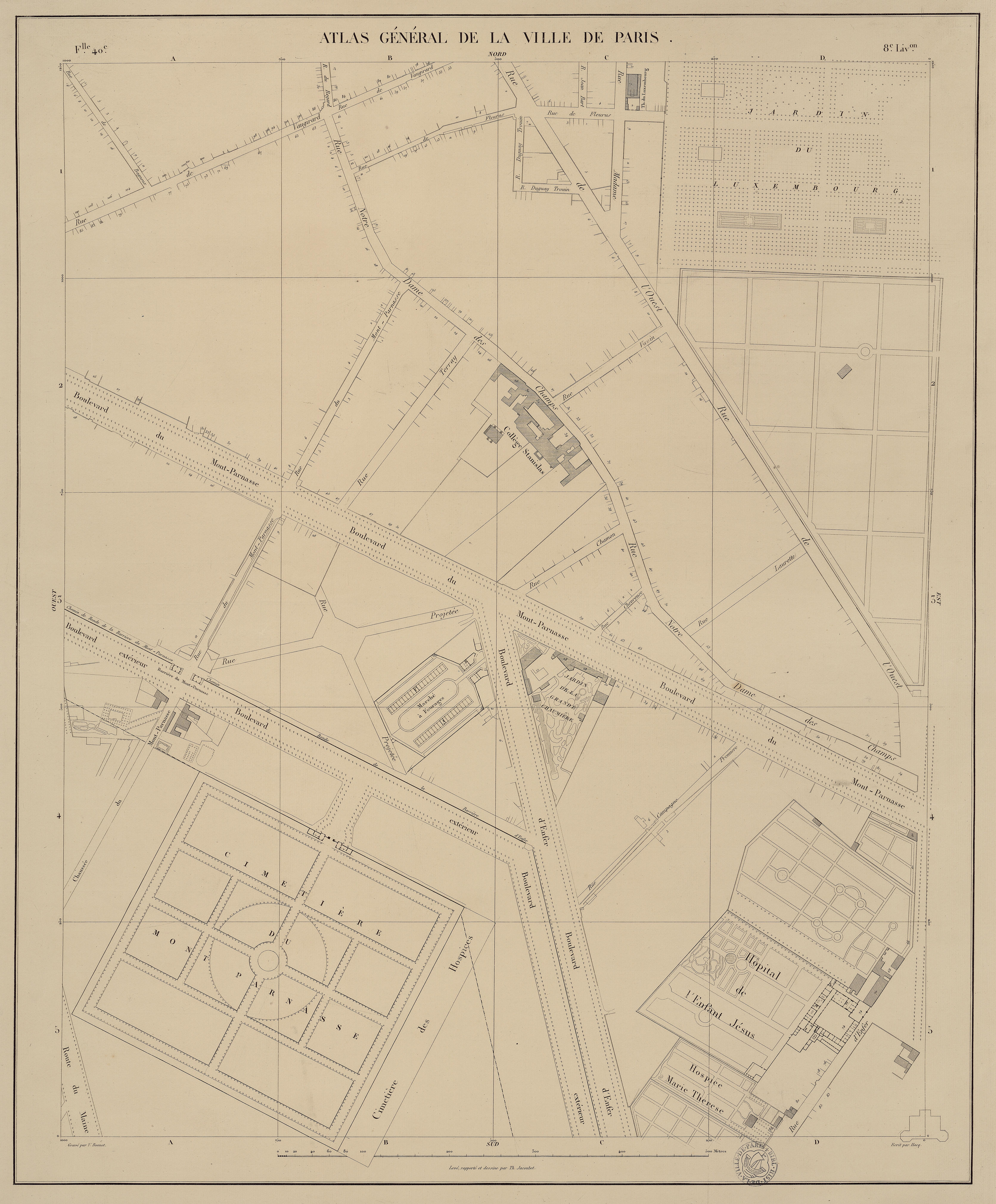
Le boulevard d'Enfer en 1836, détail de l'atlas de Jacoubet.

La partie comprise entre le boulevard Edgar-Quinet et le boulevard Saint-Jacques et la place Denfert-Rochereau fut incorporée dans le tracé du mur des Fermiers généraux (1784). La partie intérieure demeura sous le nom de boulevard d'Enfer, tandis que la partie extérieure prit le nom de « boulevard de Montrouge ».
Après la démolition du « mur murant Paris », la voie reprit le nom de « boulevard d'Enfer ».
Les autres tronçons sont ouverts :
- en 1860, depuis un point situé à 80 mètres au-delà de la rue de Varenne jusqu'à la rue de Varenne ;
- en 1866, la section située entre le boulevard Saint-Germain et en un point situé à 70 mètres en de ça de la rue de Grenelle ;
- en 1873, la partie comprise entre les rues de Rennes et de Vaugirard prend le nom de « boulevard Philibert-Delorme »[2].;
- en 1881, entre la rue Stanislas jusqu'à un point situé à 90 [mètres au-delà de celle-ci ;
- en 1890, entre le point situé à 70 mètres jusqu'à la rue de Grenelle ;
- en 1891, depuis le point situé à 90 mètres de la rue Stanislas jusqu'à la rue Vavin ;
- en 1895, entre la rue de Varenne jusqu'à un point situé à 80 mètres au-delà de celle-ci ;
- en 1896, des nos 70-79 du boulevard jusqu'à la rue de Vaugirard, lors de l'ouverture de la rue de Rennes
- en 1904, entre les rues de Vaugirard et Stanislas ;
- en 1904, entre la rue Vavin et le boulevard du Montparnasse ;
- en 1905, entre la rue de Grenelle et la rue de Varenne ;
- en 1906, de la rue de Sèvres aux nos 70-79 du boulevard.

Les différentes ouvertures ont fait disparaître un grand nombre d'immeubles dont :
- l'hôtel des Conseils de guerre, situé à l'angle de la rue du Cherche-Midi ;
- la maison occupée par Victor Hugo d'avril 1827 à février 1830 à l'angle de la rue Notre-Dame-des-Champs (no 27, ancien no 11), démolie en 1904[3],[4] ;
- l'hospice des Petits-Ménages, situé à l'angle de la rue de Sèvres et de la rue de la Chaise[5],[6] ;
- le couvent des Prémontrés, situé rue de Sèvres ;
- le couvent des Sœurs de Saint-Thomas de Villeneuve, situé rue de Sèvres et démoli en 1906. Les religieuses se retirent à Neuilly-sur-Seine dans les bâtiments restants de l'ancien château du roi des Français Louis-Philippe Ier, où elles sont toujours. Elles emportent avec elles la statue de Notre-Dame-de-Bonne-Délivrance.

En 1909, un trésor de 34 statères (classe V) est découvert à l'angle du boulevard Raspail et de la rue de Grenelle ; quelques exemplaires ont pu être conservés.
Le 11 mars 1918, durant la Première Guerre mondiale, une bombe explose au carrefour rue du Bac-boulevard Saint-Germain-boulevard Raspail, sur le refuge central près de la statue de Chappe, lors d'un raid effectué par des avions allemands.
 Durant le même conflit, un obus lancé par la Grosse Bertha explose le 30 mars 1918 à l'angle de la rue de Rennes et du boulevard Raspail.
En 1939 la statue du « Monument à Balzac » exécutée en bronze d'après un modèle achevé par Auguste Rodin en 1897 a été inaugurée sur le terre-plein central du boulevard, à proximité du boulevard du Montparnasse (voir ci-dessous).
De 2000 à 2018, les autres sections de ce terre-plein central — aménagées en une succession de voies piétonnières qui s'étire du boulevard Saint-Germain à la rue Vavin — ont été nommées, par décision du Conseil municipal, en hommage aux personnalités ayant vécu ou travaillé à proximité des différentes portions du boulevard: l'allée Christian-Pineau (en 2000) ; l'allée Charlotte-Perriand (en 2009), l'allée Claude-Montal et l'allée Sonia-Rykiel (en 2017), l'allée Claude-Cahun-Marcel-Moore et l'allée Sœur-Emmanuelle (en 2018) et l'allée Jacques-Derrida (en 2019).

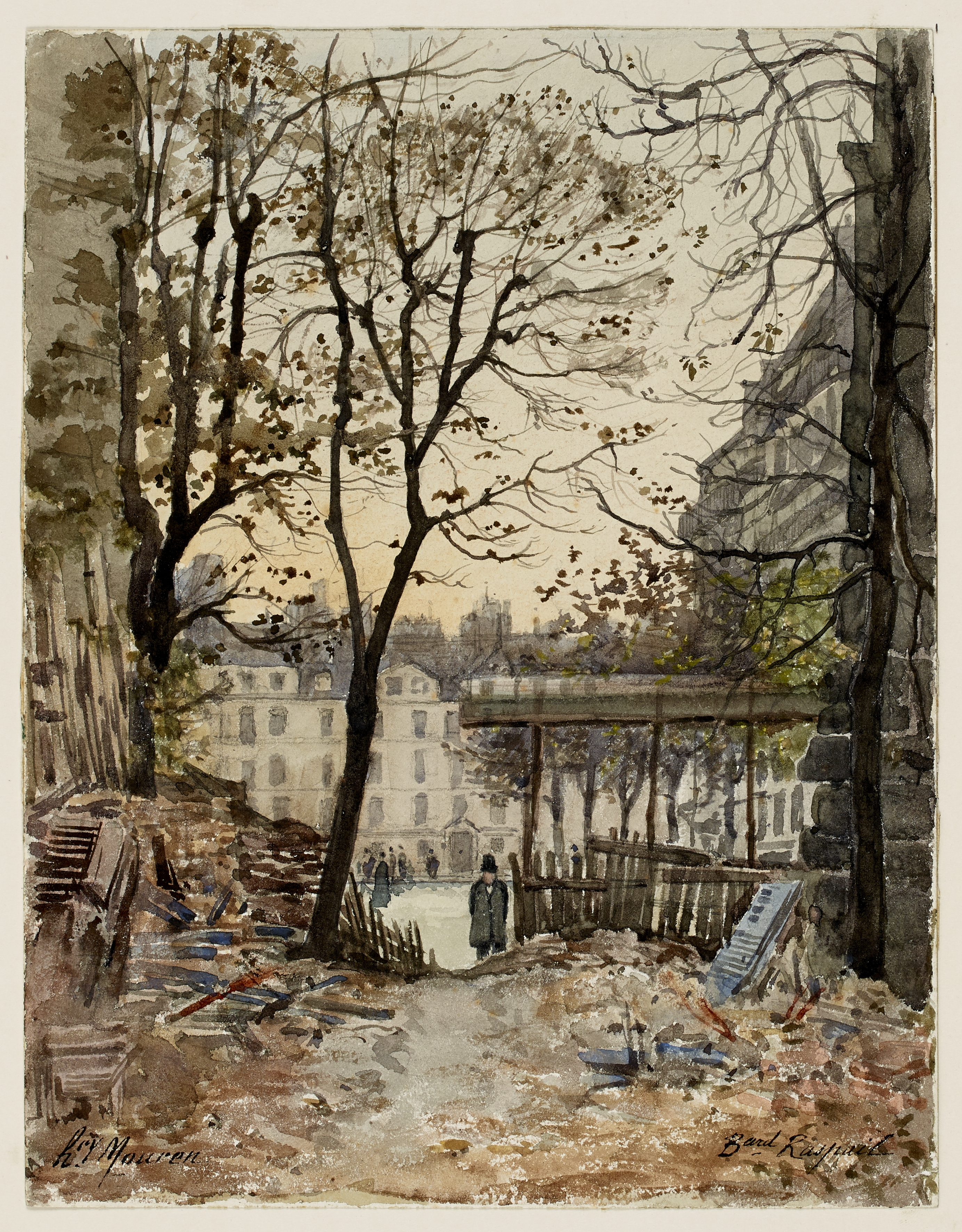
Percement du boulevard Raspail (dessin de Henry Mouren).
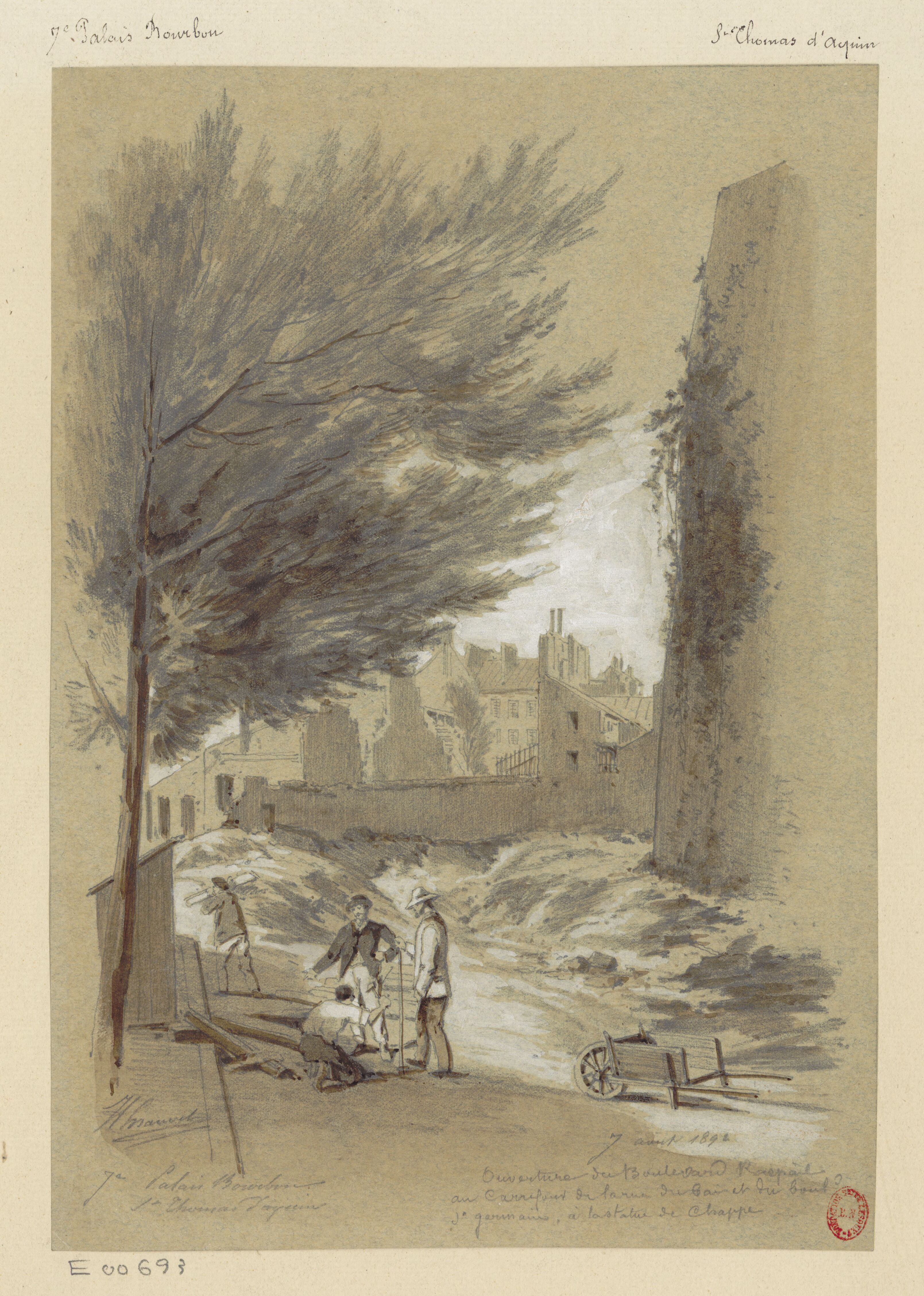
Le percement au niveau de la rue du bac (dessin de Jules-Adolphe Chauvet, 1892).
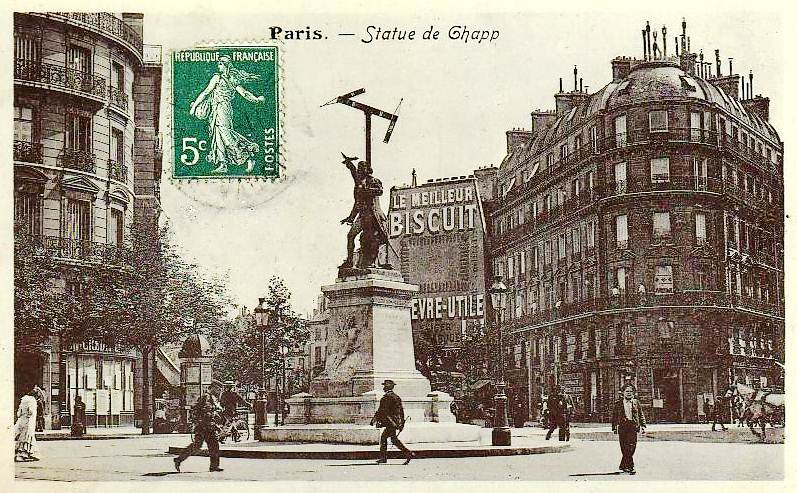
La statue de Chappe en 1908.
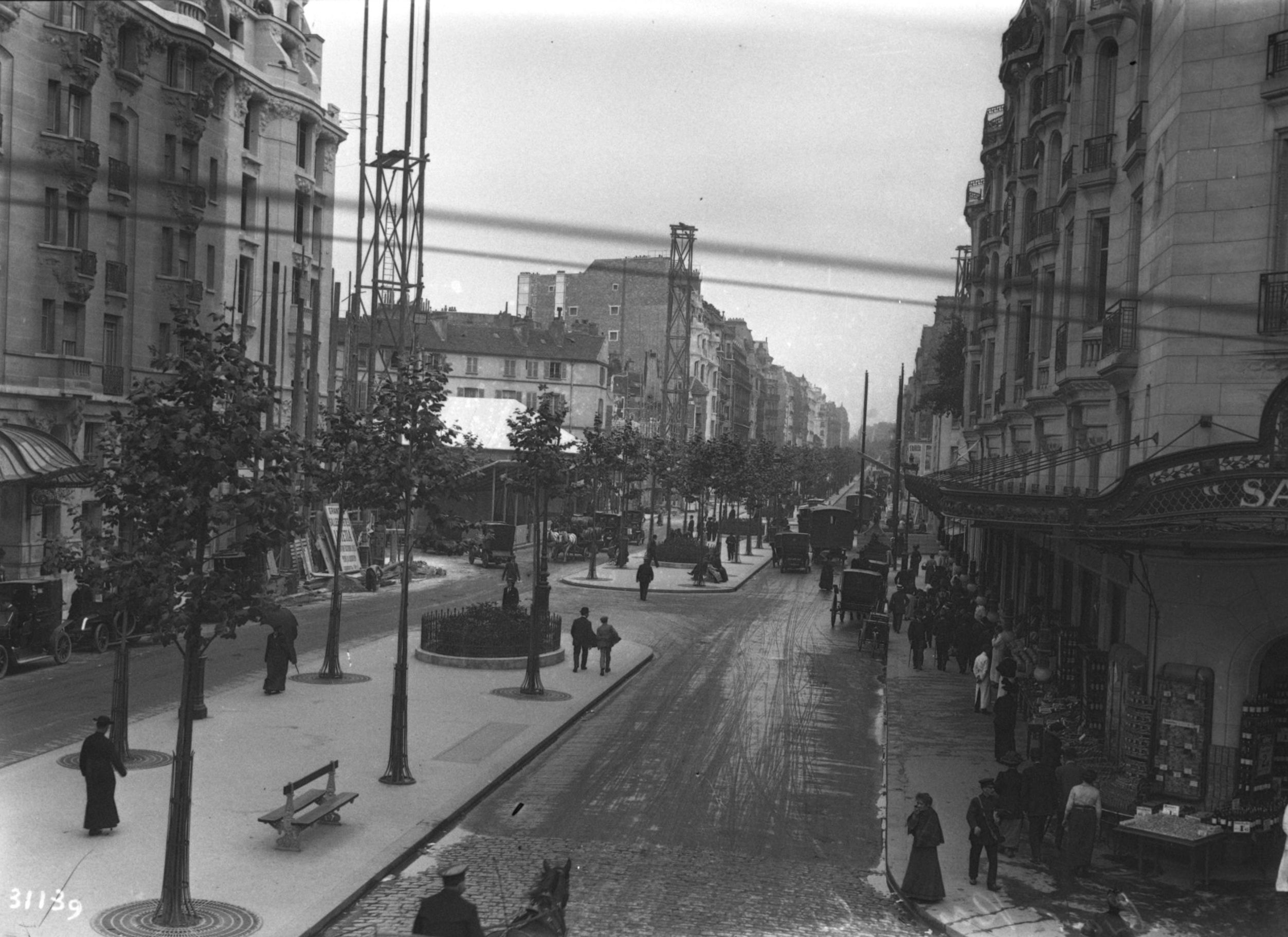
Le boulevard Raspail en 1913.
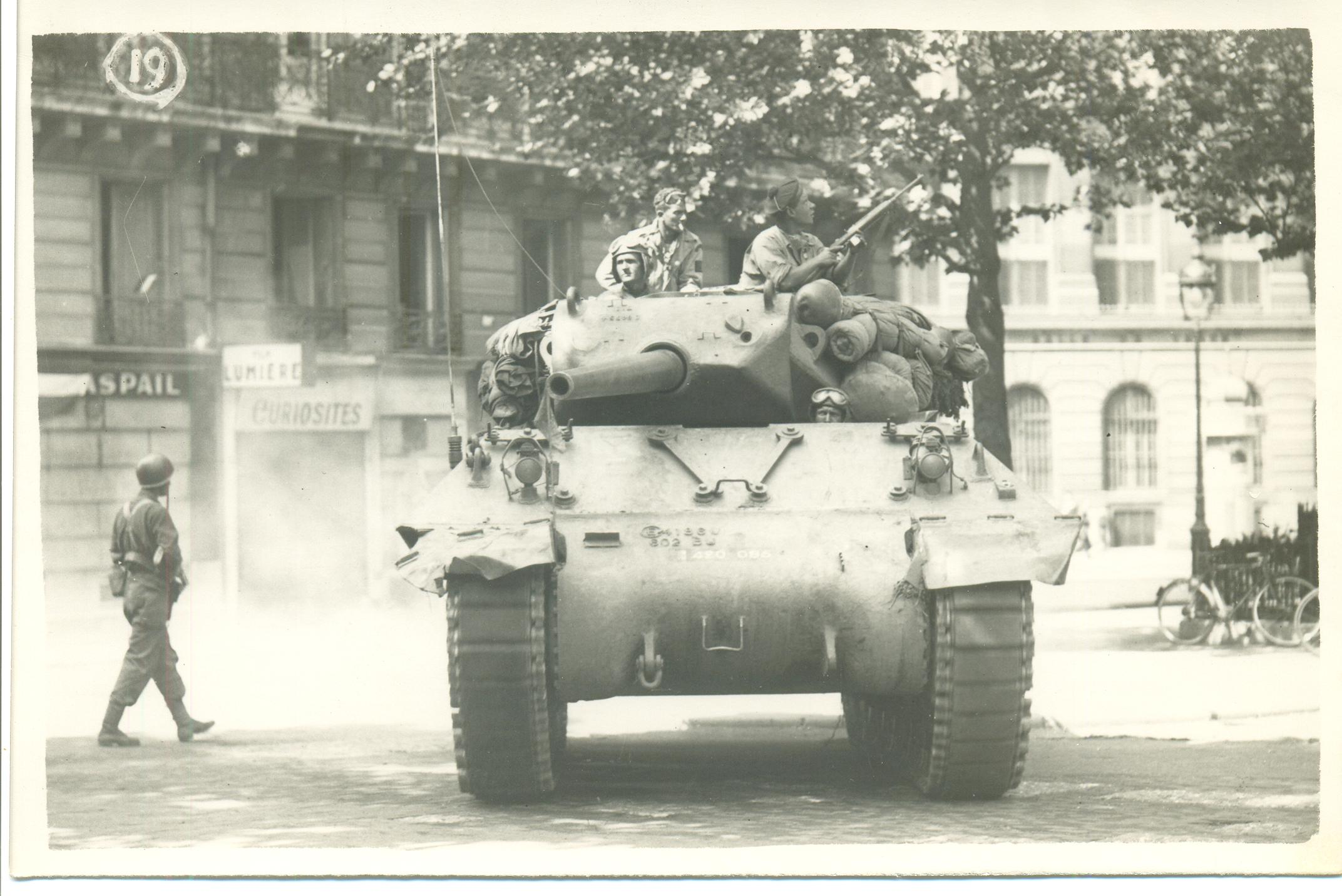
Un char M10 Wolverine sur le boulevard le 23 août 1944, durant la Libération de Paris.

## Bâtiments remarquables et lieux de mémoire

### Du boulevard Saint-Germain à la rue de Sèvres (7earrondissement)
Sur les terre-pleins, du nord au sud : allée Christian-Pineau, allée Charlotte-Perriand, allée Claude-Montal.
- Carrefour rue du Bac-boulevard Saint-Germain-boulevard Raspail : ancien « carrefour Chappe » où se trouvait la statue de Claude Chappe, en bronze, élevée en 1893 et fondue durant l'Occupation entre 1941 et 1943 sous le gouvernement de Vichy[8],[9] .
- Place René-Char
- No 17 : demeure de Marie Armand Patrice de Mac Mahon en 1924[13].
- No 27 : siège du parti centriste l'Union des démocrates et indépendants.
- No 28-30 : immeuble construit par l'architecte Pol Abraham.
- No 29 : QG d'Alain Juppé pour la primaire présidentielle des Républicains de 2016[14].
- Nos 32, 34, et 36 : immeuble du quotidien La Démocratie (1909), maison de Marc Sangnier, et Institut Marc-Sangnier ainsi que siège de la Ligue française pour les auberges de jeunesse. Le numéro 32 est un immeuble datant de 1909 (architecte Eugène Chastel[15]).
- No 38 : anciennement théâtre de Babylone.
- No 39 : le compositeur Maurice Desrez y vit de 1932 jusqu'à sa mort en 1969 ; une plaque lui rend hommage.
- No 41 : l'Œuvre de guerre des colonies de vacances de la Chaussée du Maine avait ici ses bureaux en 1916, à partir desquels furent organisés les départs vers la Suisse d'enfants français réfugies[16]. Cet organisme était une branche de l'Œuvre de la Chaussée du Maine, qui avait été fondée en 1871 par Élise de Pressensé (1826-1901).
- No 42 : l'universitaire mécanicien Henri Béghin y vécut de 1936 à 1969 ; une plaque lui rend hommage.
- No 44 : numérotation du Second Empire dotée d’un système lumineux[17].

- Square Boucicaut

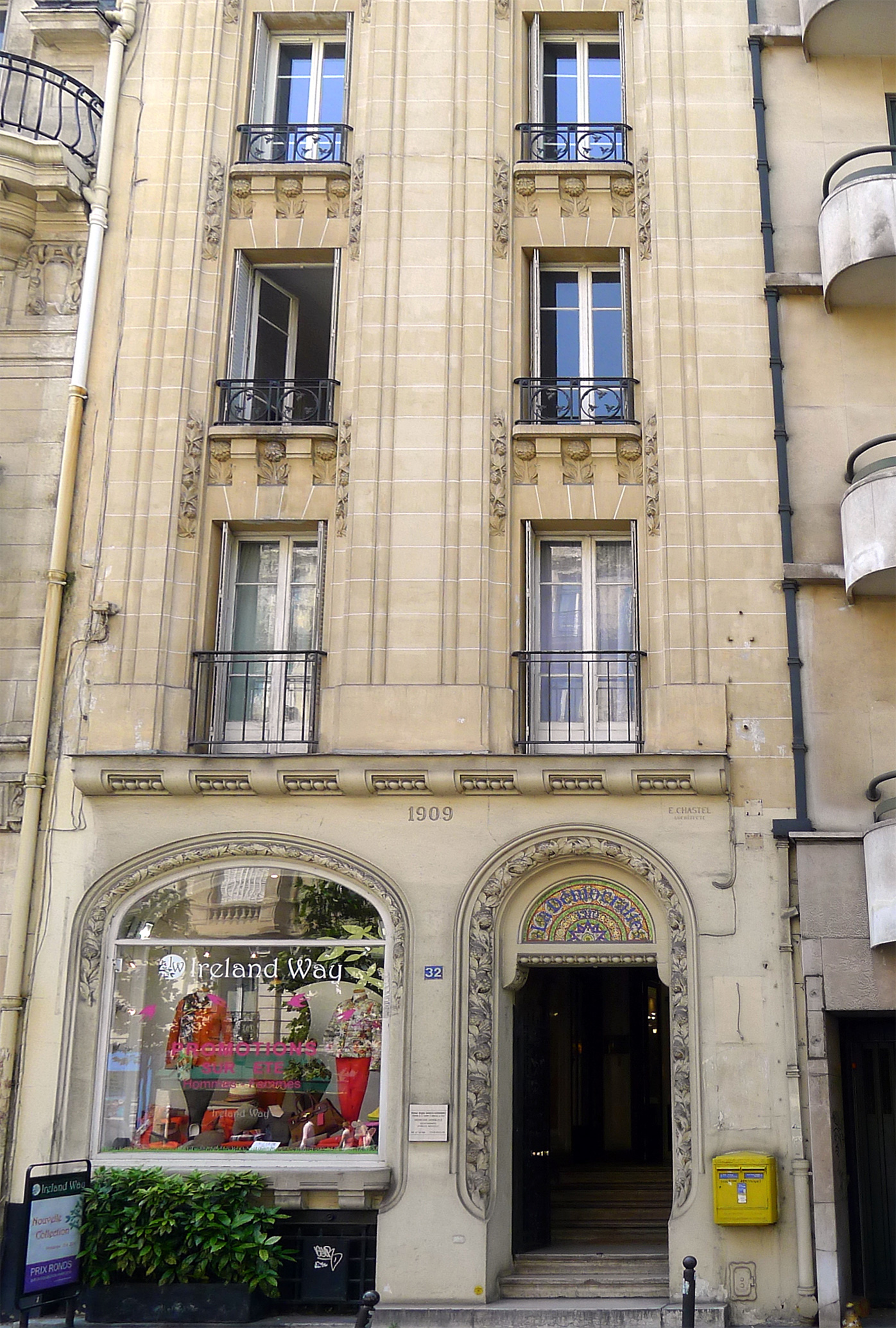
Le no 32.
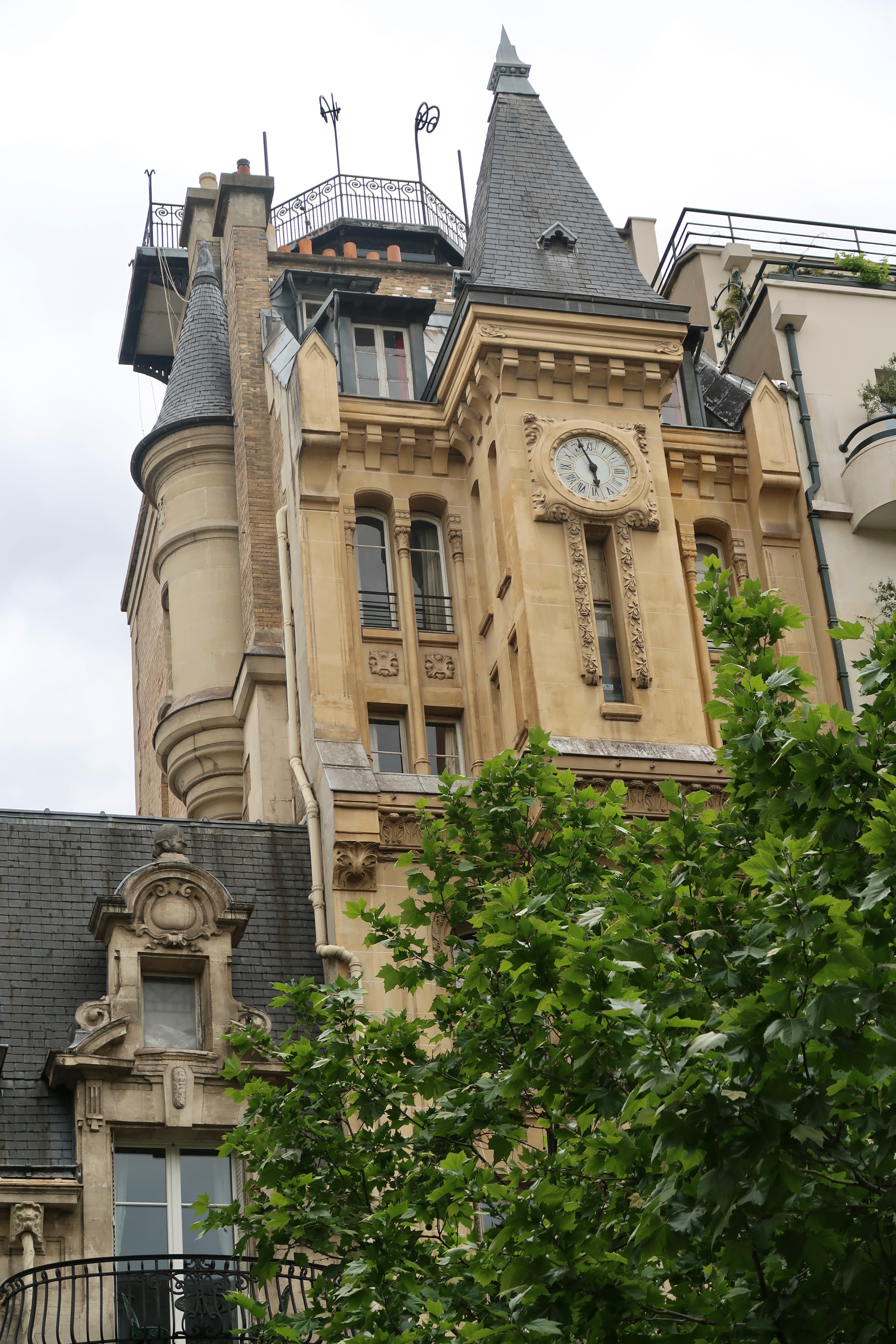
Toit du no 32.
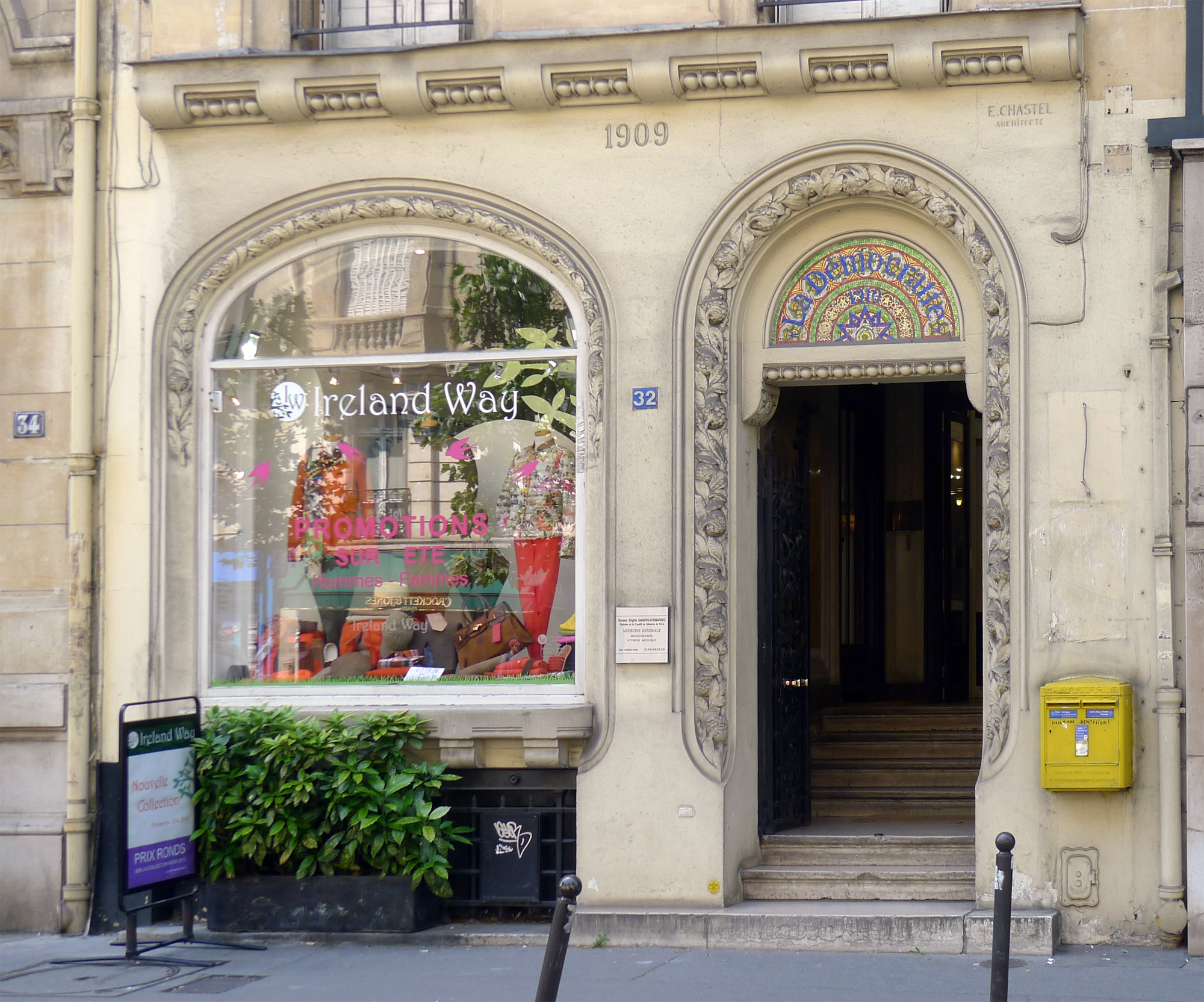
L'entrée du no 32.
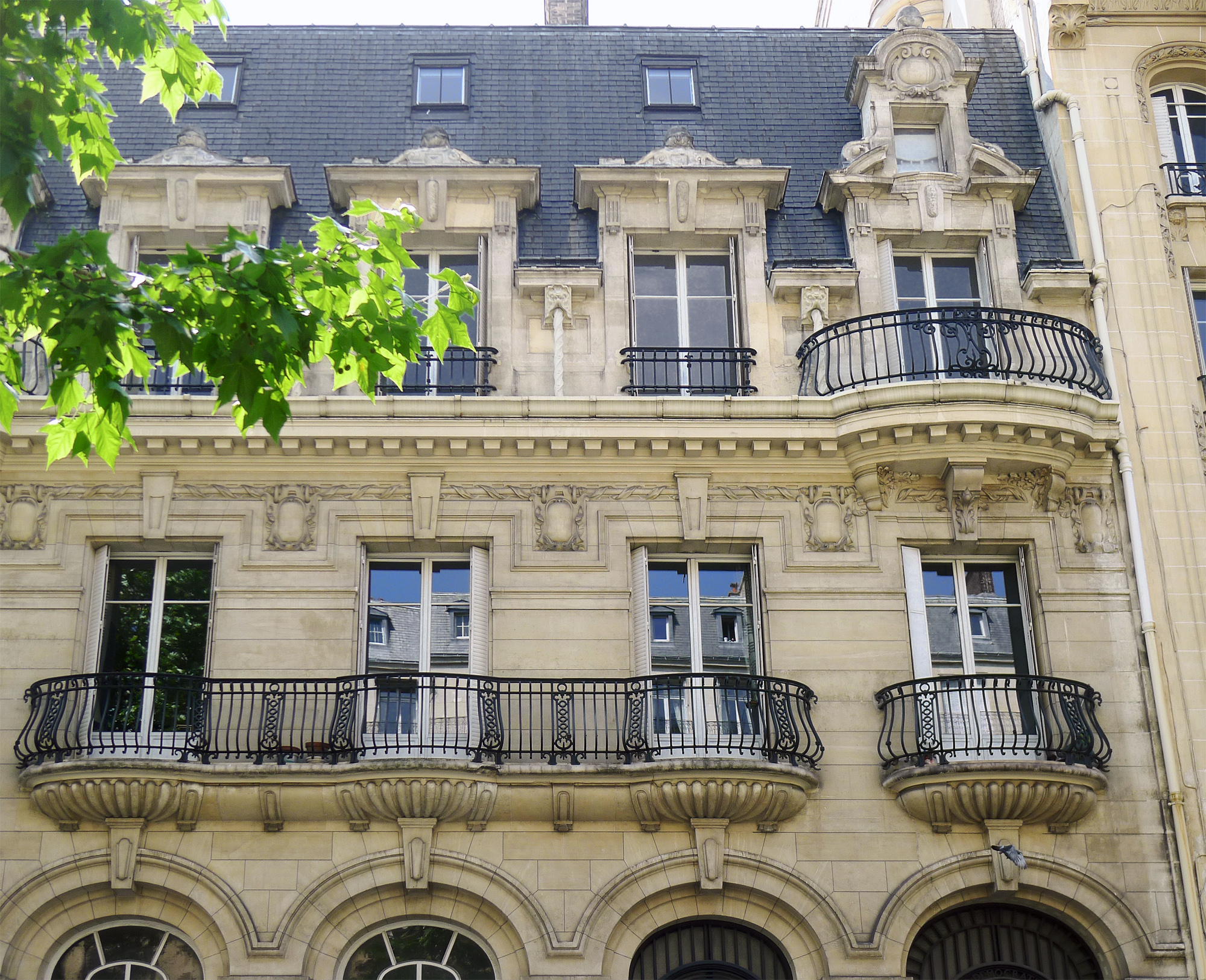
Le no 34.
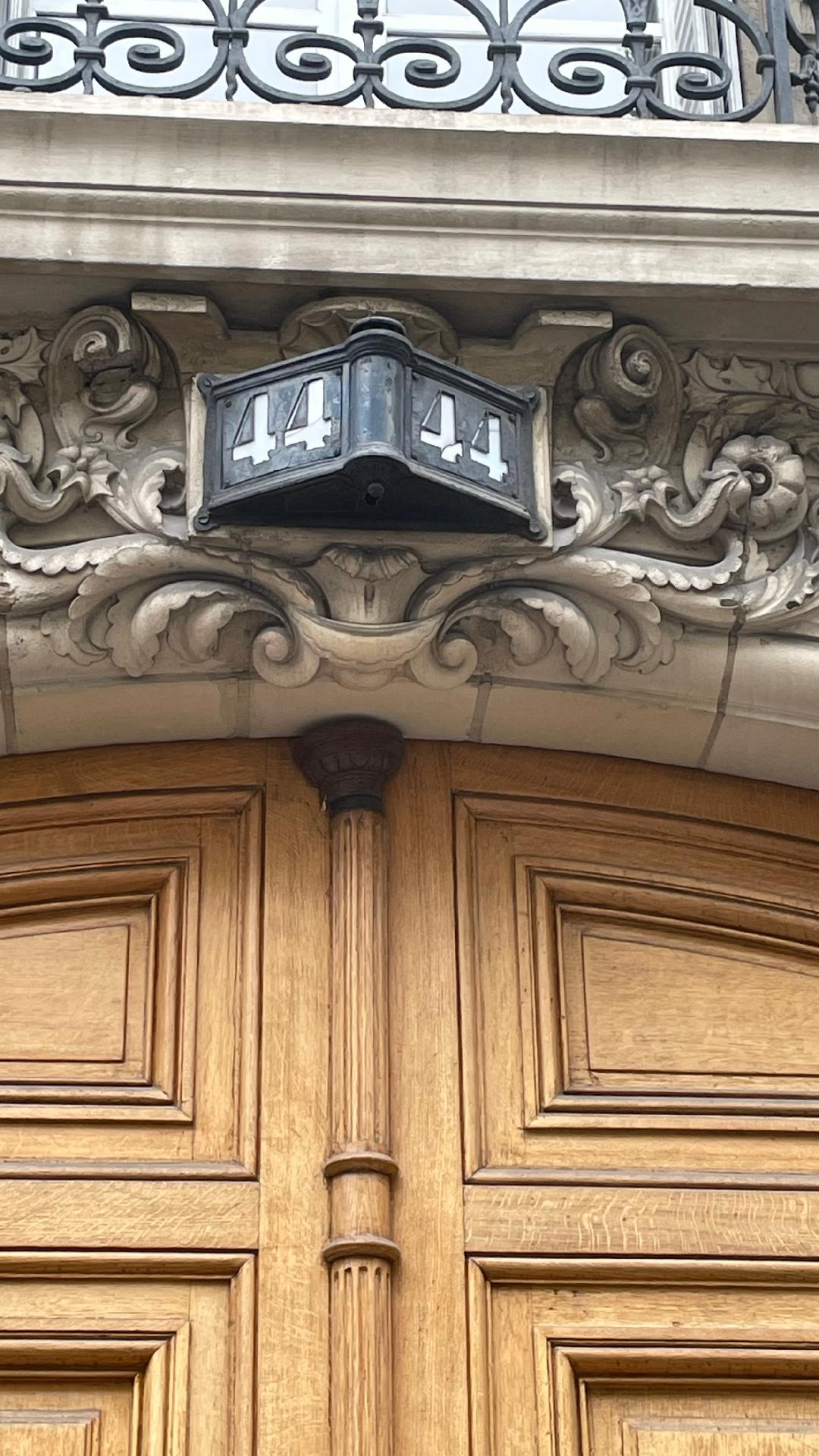
Numéro lumineux du Second Empire.

### De la rue de Sèvres au boulevard du Montparnasse (6earrondissement)
Sur les terre-pleins aménagés en rambla, du nord au sud : allée Sonia-Rykiel, allée Jacques-Derrida, allée Claude-Cahun-Marcel-Moore, allée Sœur-Emmanuelle, et allée Claude-et-Catherine-Rich.

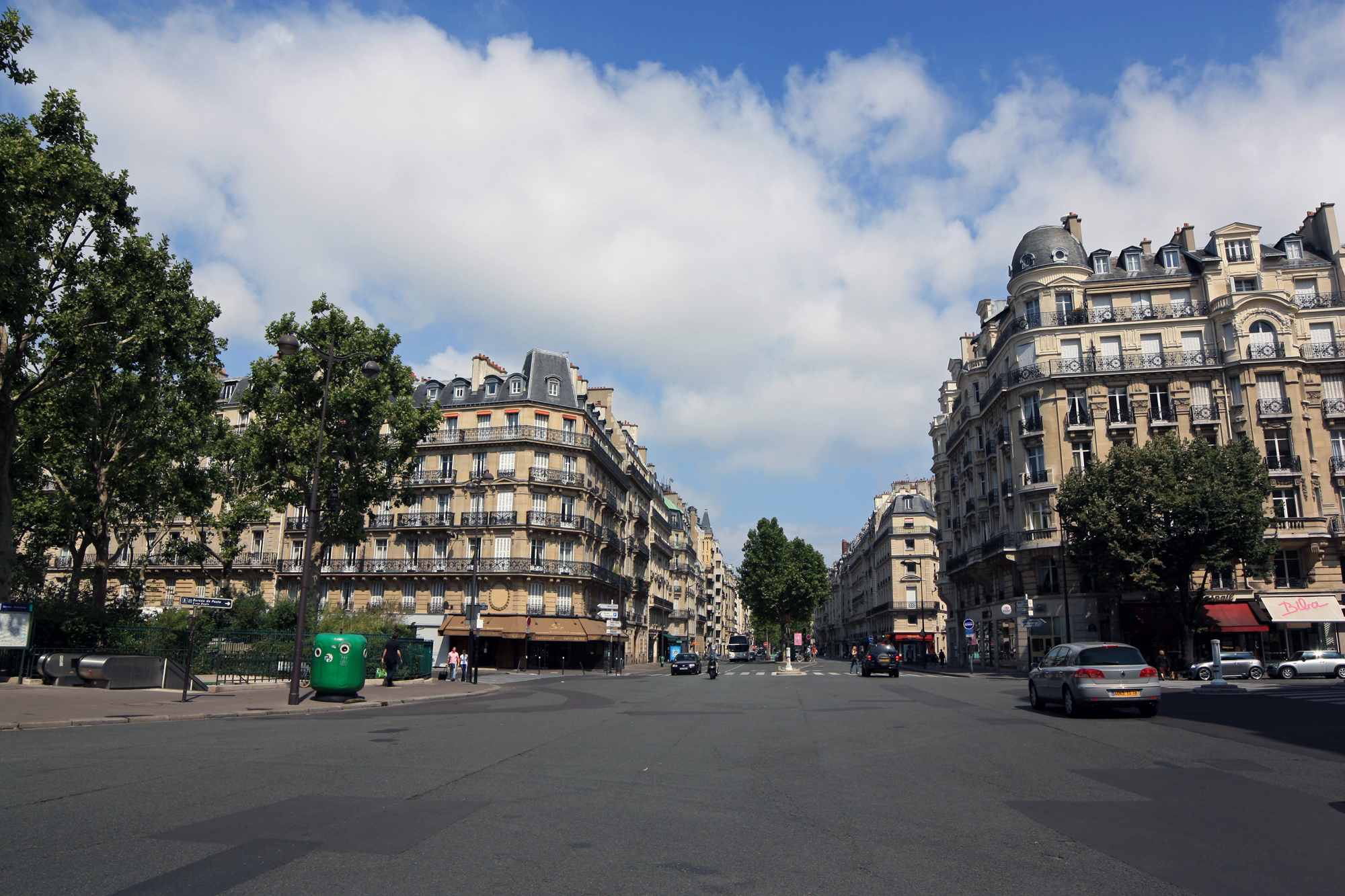
Le boulevard Raspail, à l'intersection avec la rue de Sèvres, en 2010.

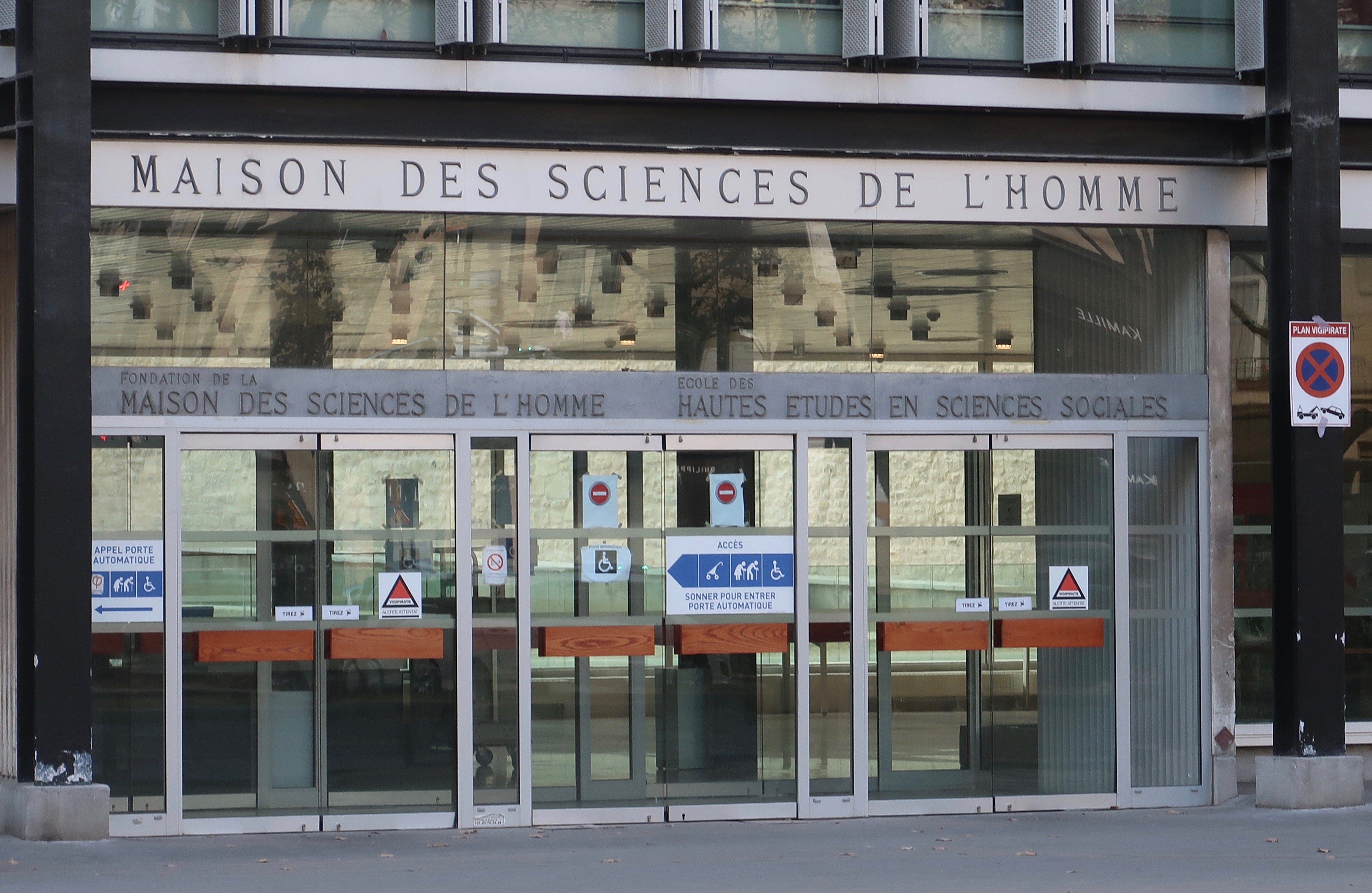
Maison des sciences de l'homme au no 54.

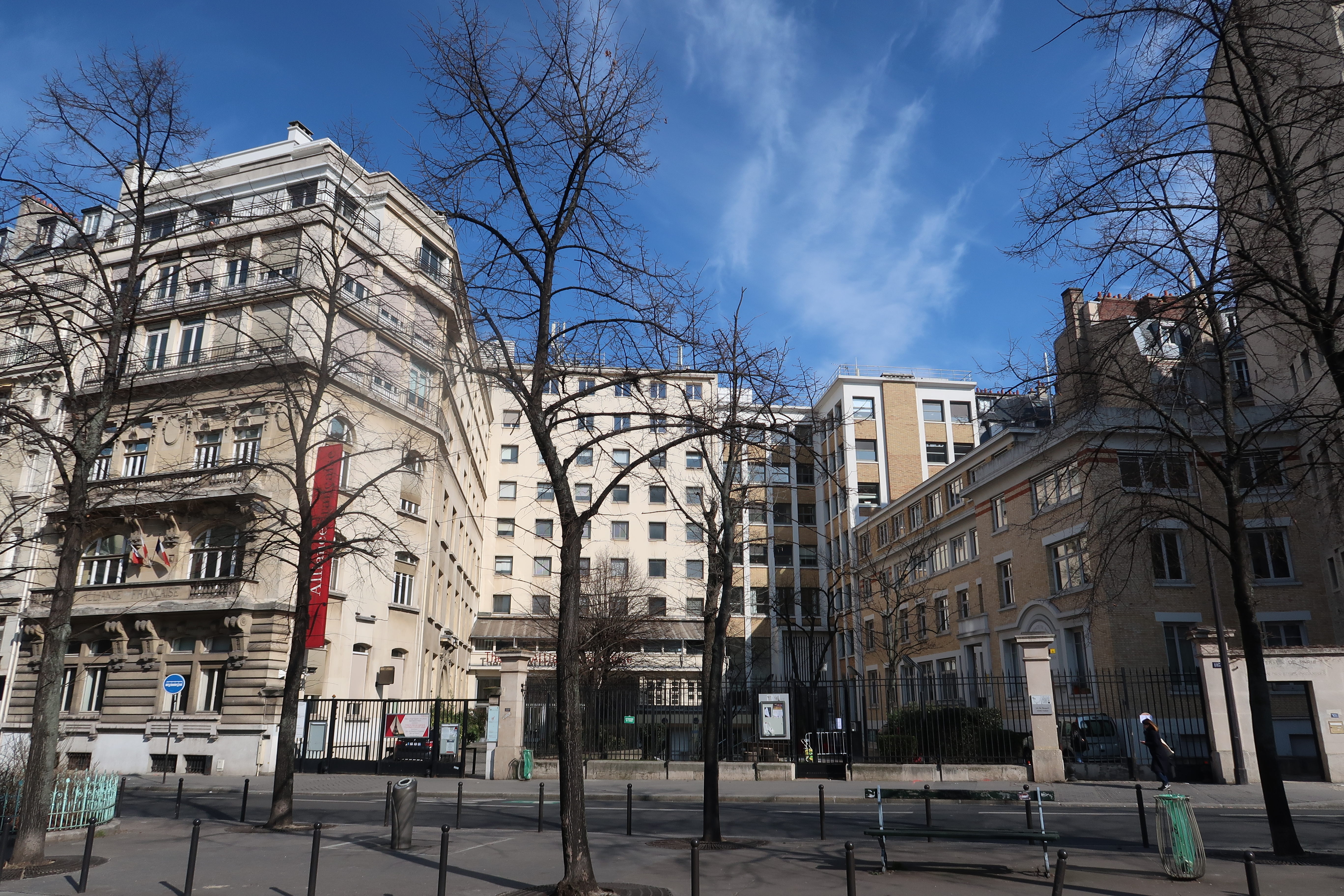
Bâtiment de l'EHESS au no 105.

- No 45 (angle rue de Sèvres) : hôtel Lutetia, un palace à la longue histoire, qui accueillit l'Abwehr de 1940 à 1944, puis les déportés, en 1945, à leur retour des camps de concentration nazis. L'établissement change de nom en 2025 et devient le Mandarin Oriental Lutetia[18].
- No 48 : à l'angle de la rue de Sèvres, une annexe de la Banque de France.
- No 54 : intersection avec la rue du Cherche-Midi, à l'emplacement de l'ancienne prison du Cherche-Midi, l'École des hautes études en sciences sociales (EHESS, Maison des sciences de l'homme) y a ses locaux ; ancien emplacement de la prison du Cherche-Midi) (l'École occupe aussi les nos 96 et 105 de ce même boulevard). Un jardin adjacent accueille des sculptures de Shamaï Haber[19].
- Nos 65-67 : immeuble de style Art déco construit par l’architecte Léon Tissier en 1913. Les sculptures sont l’œuvre de Henri Bouchard[20]. En octobre 1909, le marchand d’art et collectionneur d’origine hongroise Joseph Brummer ouvre à cette adresse le magasin d’antiquités La maison Brummer, qui déménage en 1911 pour un espace plus grand au no 3 du boulevard[21]. En 1933, Charles Dudouyt ouvre La Gentihommière, une galerie de meubles design, qui ferme en 1960.
- No 73 : maison néo-gothique du XIXe siècle, avec un bestiaire fantastique sur la balustrade du dernier étage.
- No 85 (angle de la rue de Rennes) : une école de filles, dont le Conseil municipal confie au peintre Paul Baudoüin, en 1920, la réalisation d'une fresque au fond du mur du préau. Cette décoration a disparu[22].
- No 90 (angle rue de Fleurus) : immeuble de logements édifié en 1907 par l'architecte Eugène Chifflot[23], signé en façade. Il est primé au Concours de façades de la Ville de Paris[24]. À son achèvement, il porte le no 110[25].
- No 92 : dans cet immeuble se trouvent des locaux relevant du patrimoine immobilier affecté au Sénat pour son usage ou pour celui de la chaîne parlementaire Public Sénat[26].
- No 96 : bâtiments de l'École des hautes études en sciences sociales.
- No 99 : galerie d'art Le Portique.
- No 101 : siège de l’Alliance française, organisme chargé de la diffusion de la langue et de la culture françaises, et son école parisienne destinée aux étrangers effectuant un séjour linguistique ou s'installant dans la capitale.
Bâtiments de l'Institut privé de préparation aux études supérieures.
- No 101 : bâtiments de l'École des hautes études en sciences sociales.
- No 107 : domicile de Hubert Beuve-Méry, directeur du Monde. Un attentat vise son appartement en janvier 1962, parmi plusieurs ciblant des journalistes et des hommes politiques ; en août précédent, un premier attentat y avait déjà eu lieu[27].
- No 110 : Charles de Gaulle y habita de 1932 à 1937 ; une plaque lui rend hommage.
- No 112 : immeuble de 1908 (architecte Louis Marnez).
- No 121 : lycée Carcado-Saisseval.
- Nos 121 et 123 : entre ces deux numéros, intersection avec la rue Notre-Dame-des-Champs, quelques mètres avant la station de métro Notre-Dame-des-Champs dont l'entrée est située sur l'allée centrale.

- Nos 123 à 125 : place Pierre-Lafue, délimitée par les rues Notre-Dame-des-Champs et Stanislas. Le Monument à Alfred Dreyfus (1985) au centre du square a été commandé par le ministre de la Culture Jack Lang à l'artiste Tim ; il était destiné à la cour de l'École militaire où Dreyfus avait été dégradé en 1895, mais à la suite du discours[réf. nécessaire] de Jacques Chirac de 2006, et afin de ne pas déplaire aux militaires, elle resta finalement boulevard Raspail.
- No 137 : librairie Albin Michel, inaugurée fin 2023[28]
- Sur le terre-plain au milieu du boulevard, un peu en retrait au nord de la place Pablo-Picasso, encore appelée « carrefour Vavin », qui est au croisement du boulevard Raspail et du boulevard du Montparnasse, se dresse depuis 1939 le Monument à Balzac dont le socle est surmonté d'une statue d'Honoré de Balzac par Auguste Rodin[29]. Il est érigé à quelques pas de la brasserie La Rotonde, associée à l’histoire des « Montparnos », au nord-ouest du carrefour Vavin et à l'angle des boulevards Raspail et du Montparnasse.
- No 139 : immeuble de 1905 (architecte Louis Marnez).

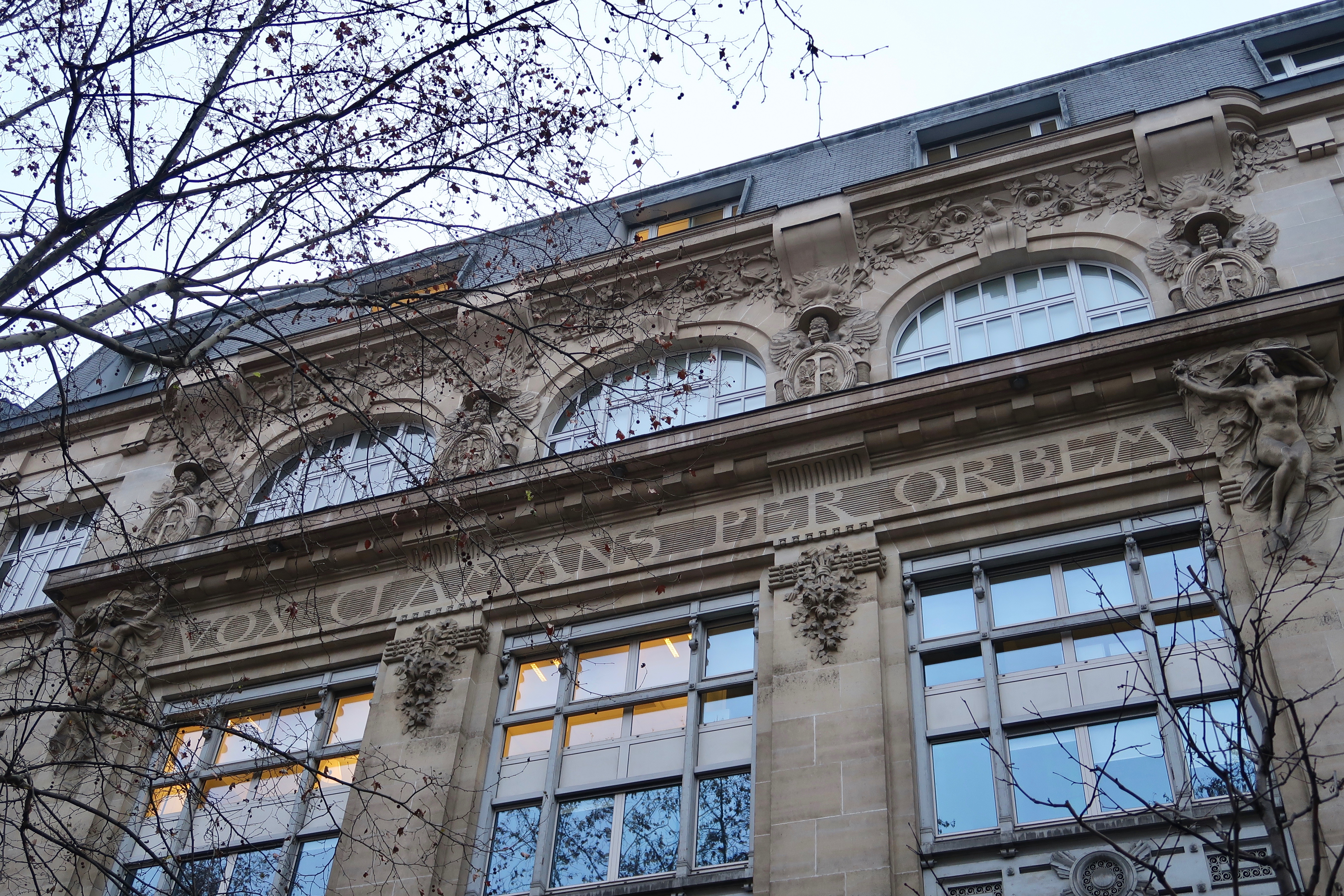
Détail du no 60.
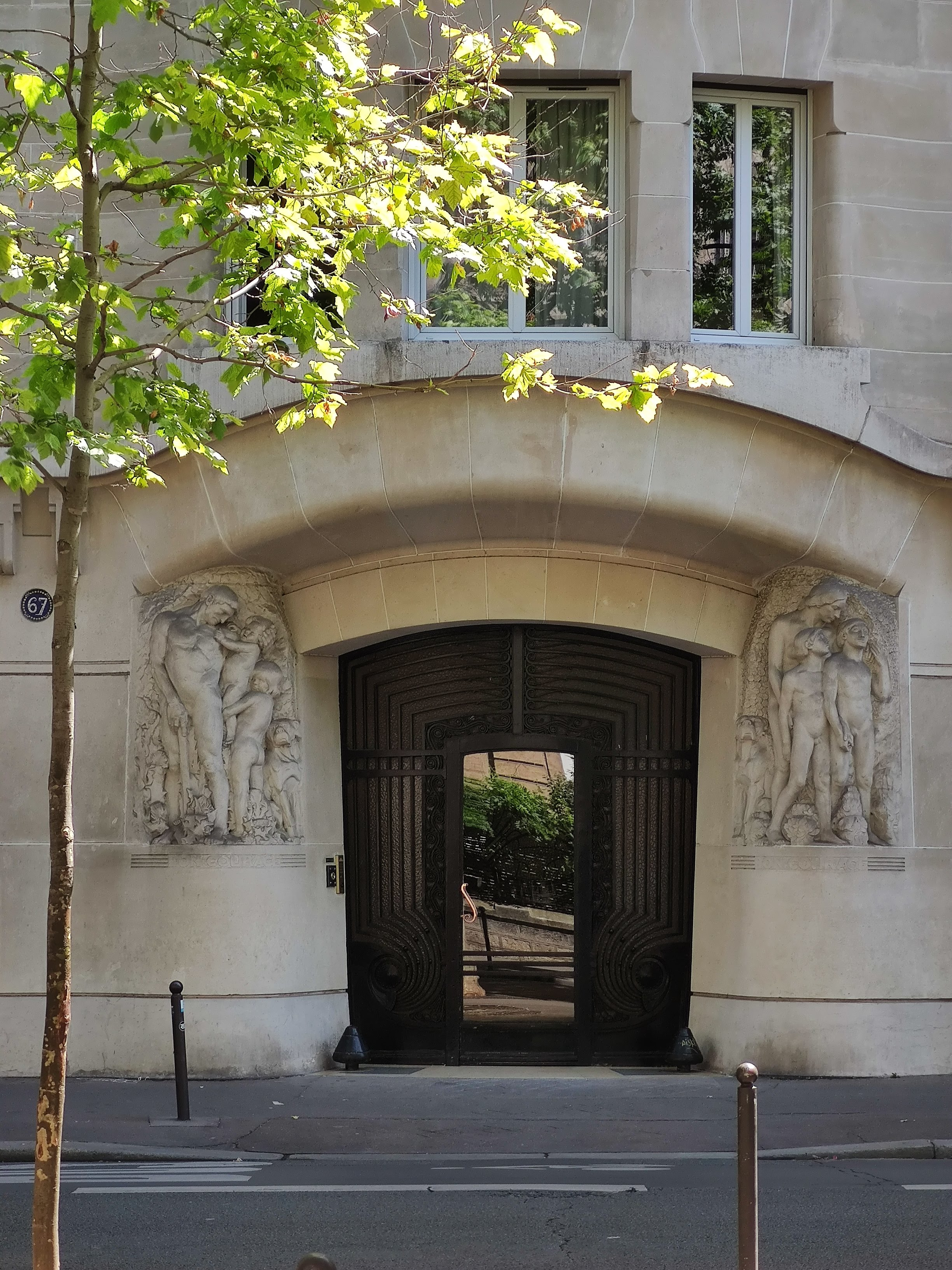
Entrée du no 67.
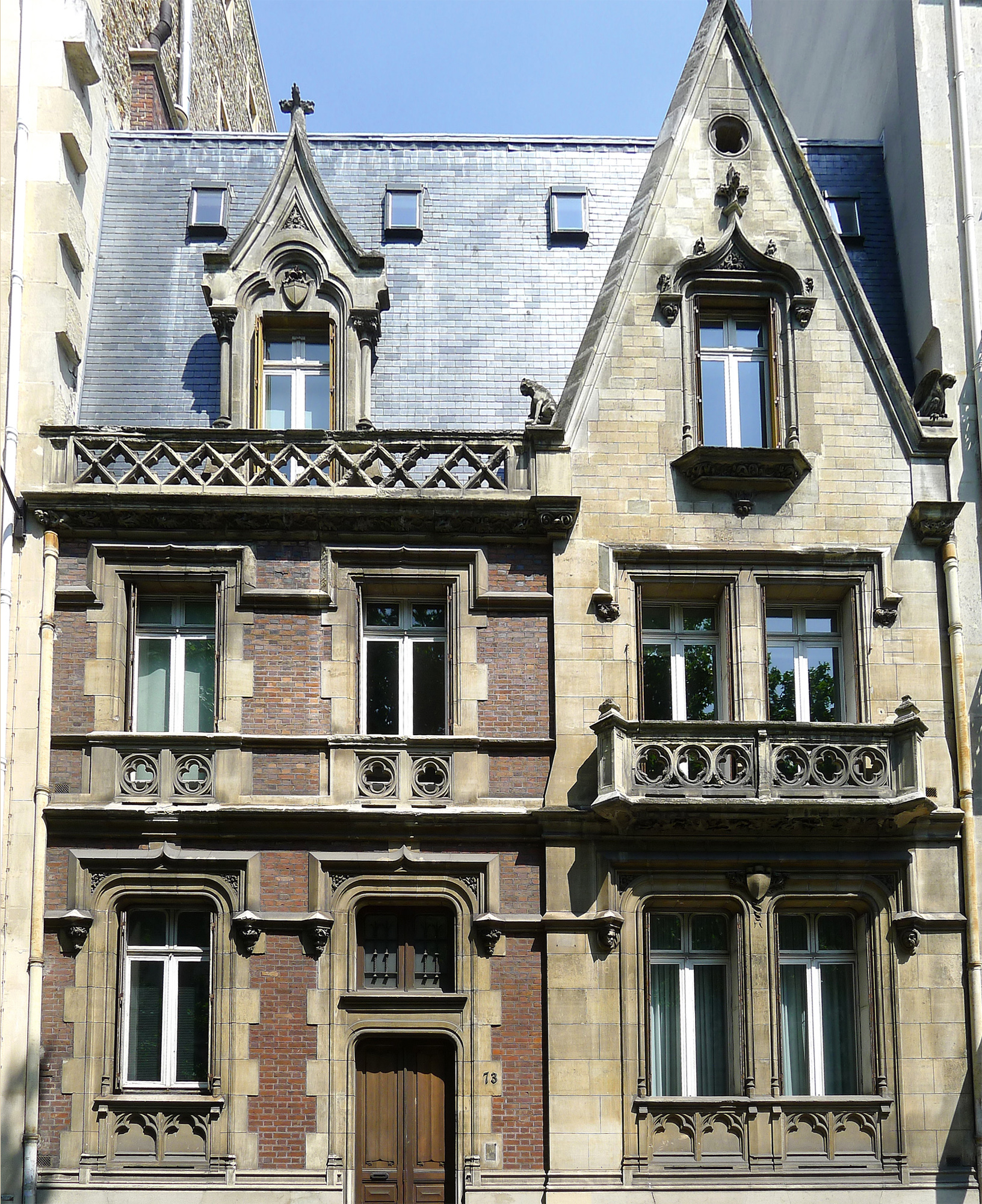
La façade du no 73.
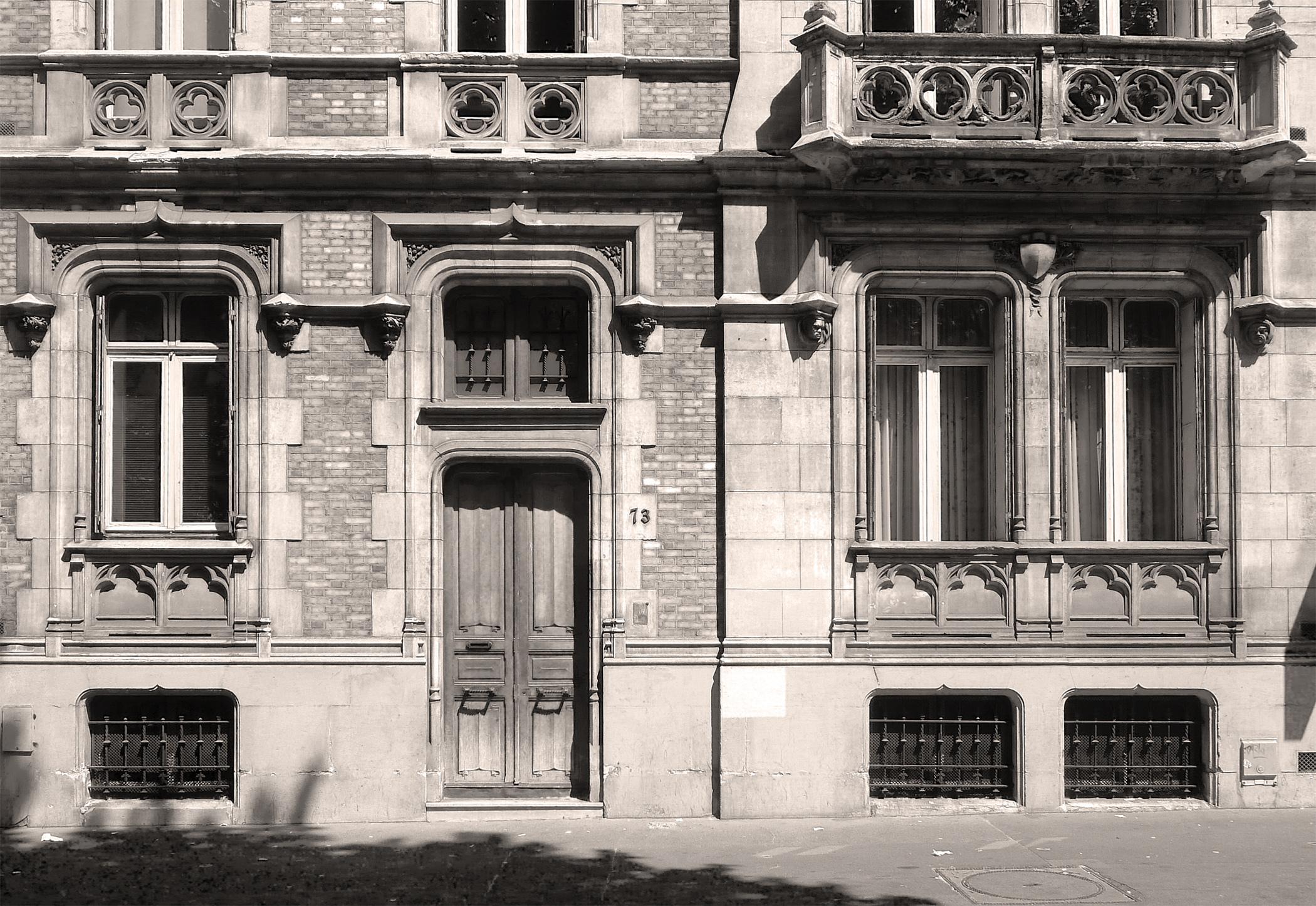
Détail du no 73.
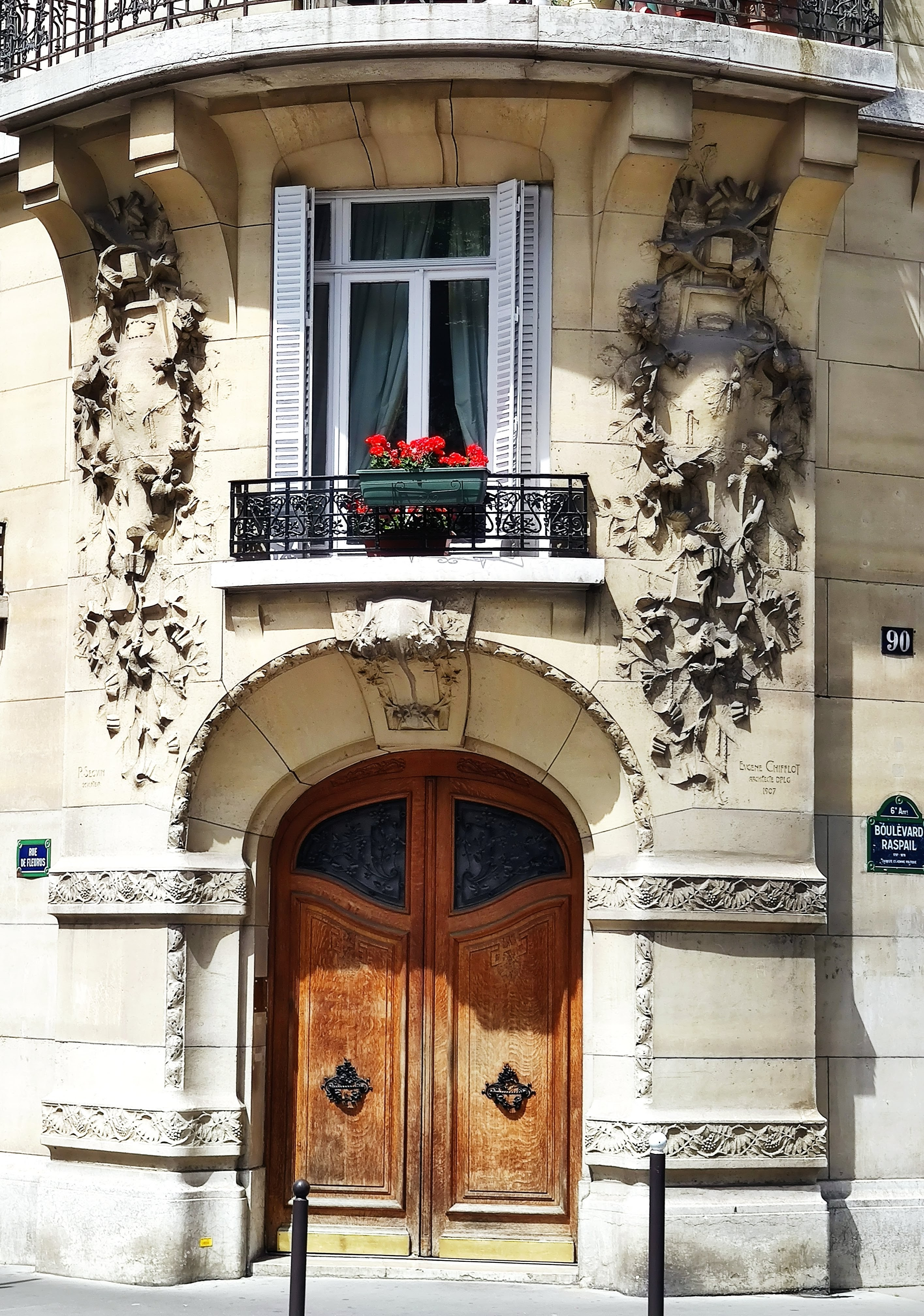
Entrée du no 90.
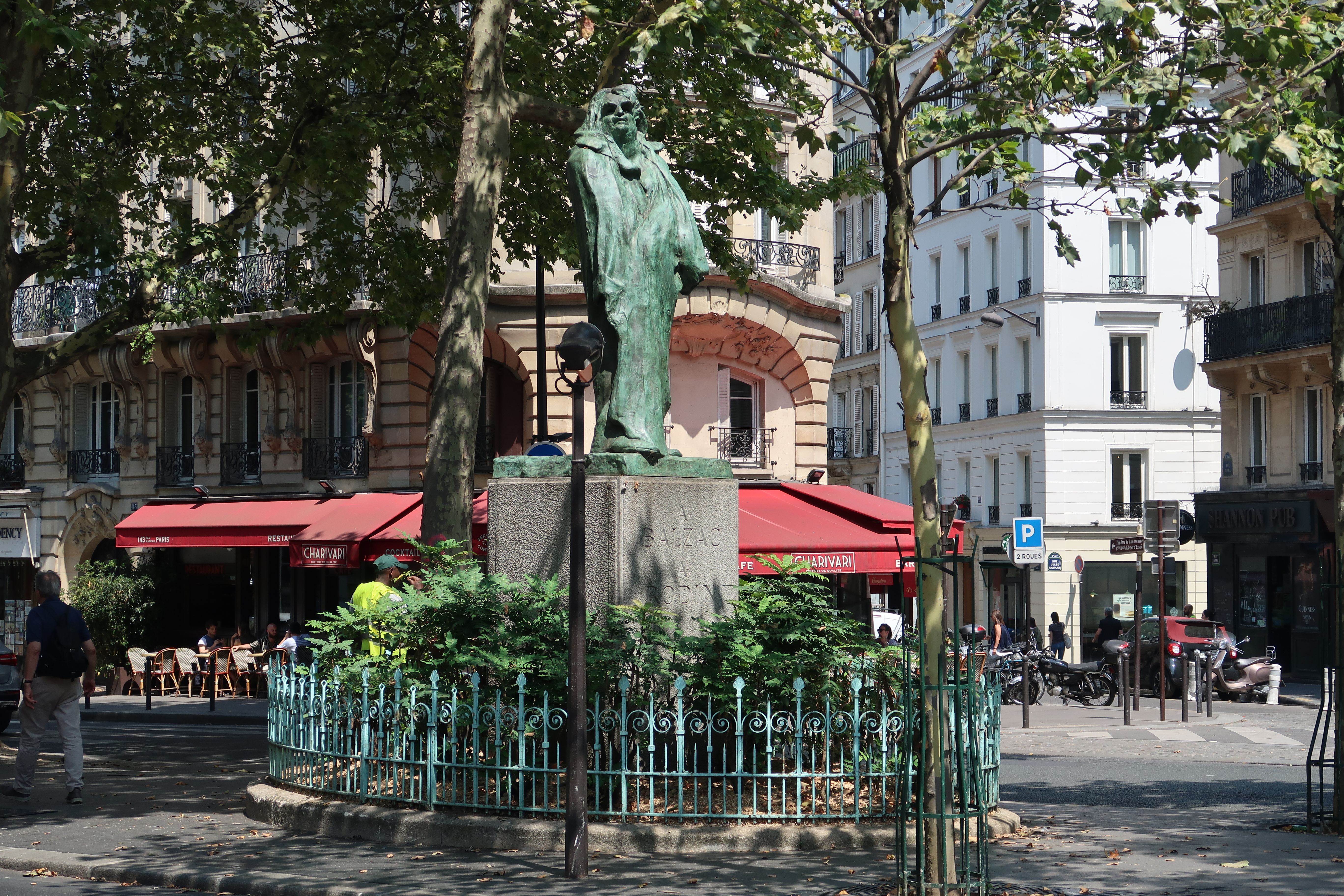
Statue d'Honoré de Balzac par Auguste Rodin.

### Du boulevard du Montparnasse à la place Denfert-Rochereau (14earrondissement)

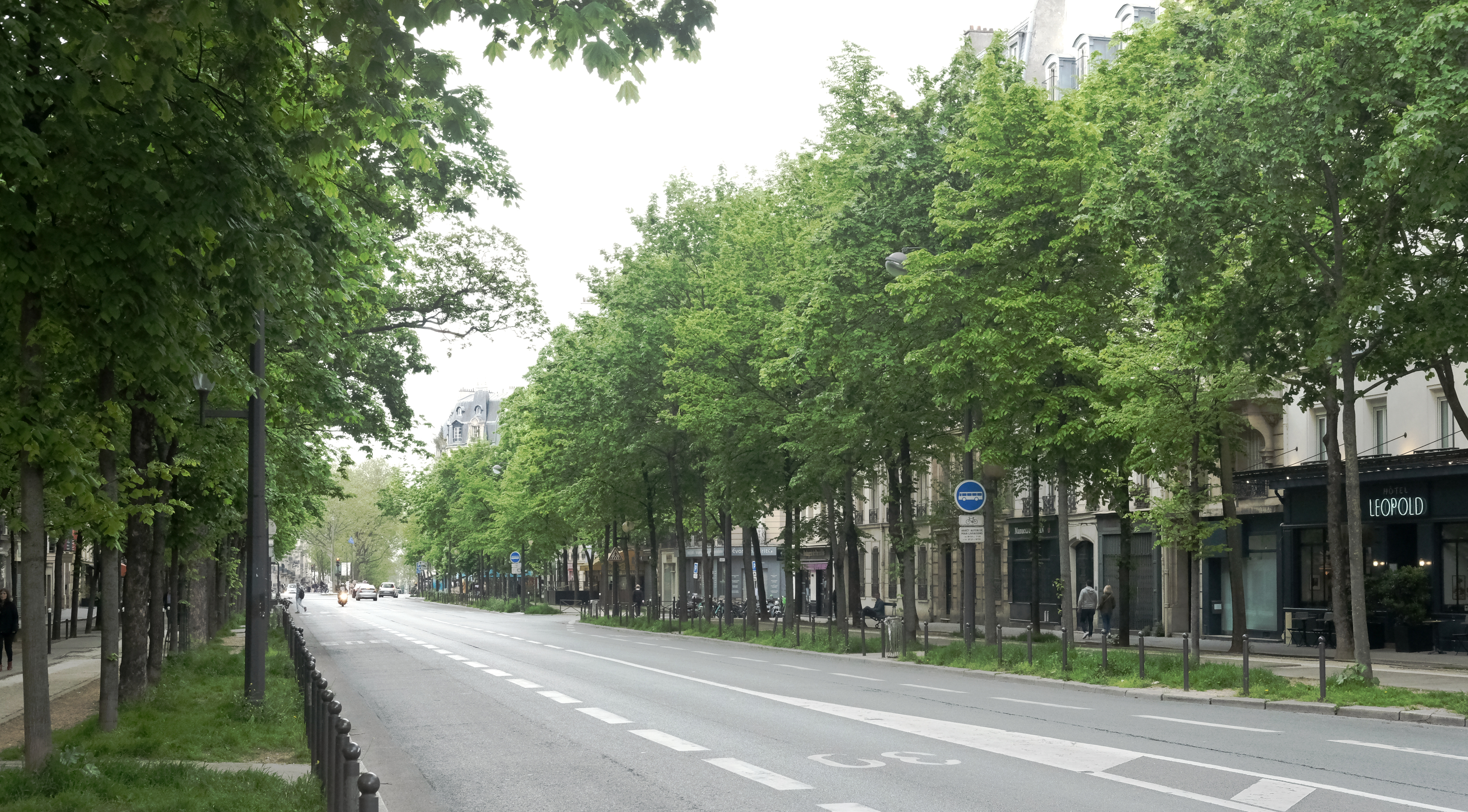
Partie nord de cette portion du boulevard : le boulevard Raspail au niveau du boulevard Edgar-Quinet.
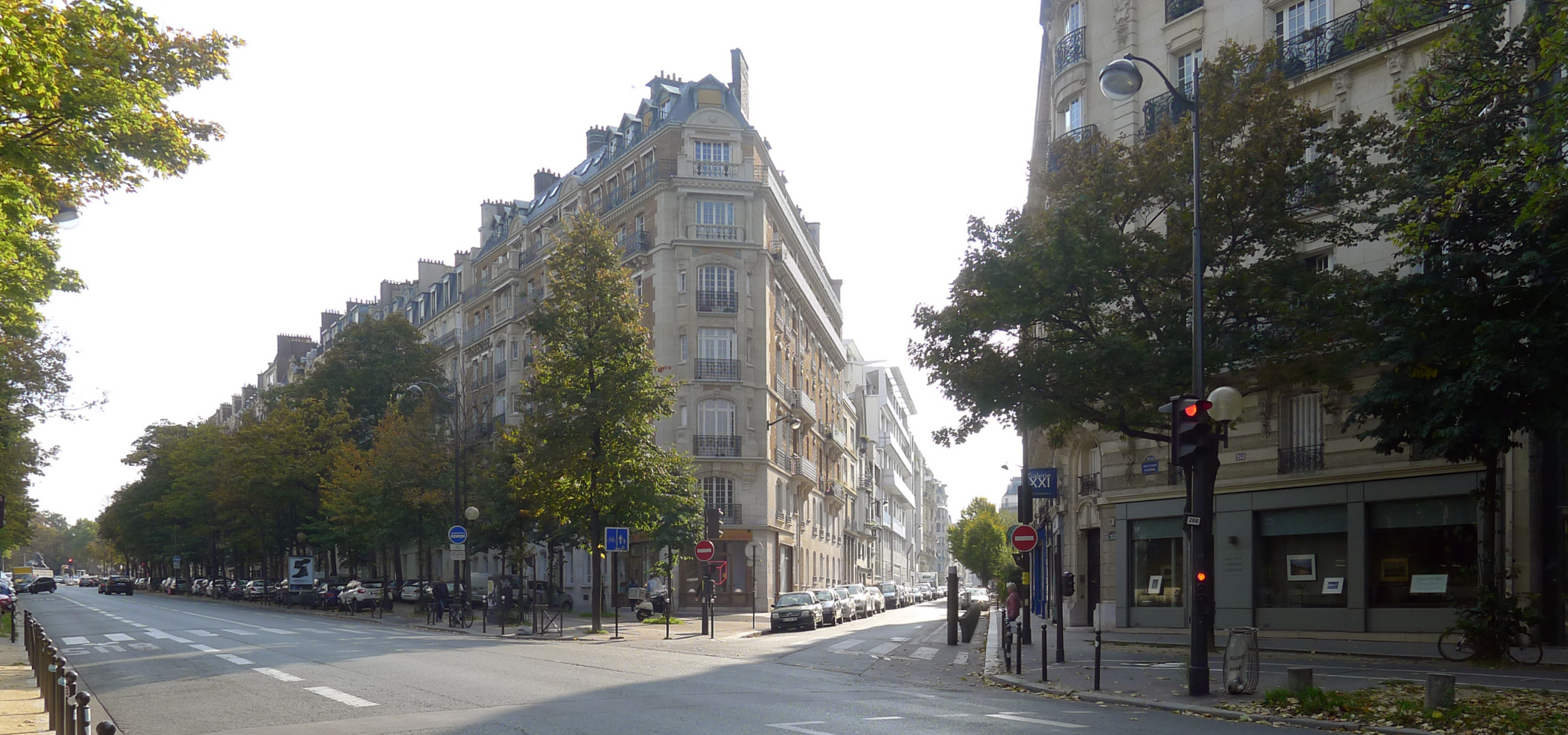
Partie sud du boulevard à proximité de la place Denfert-Rochereau (à gauche).

- Nos 201 à 229 et Nos 112 à 136 du Boulevard du Montparnasse : emplacement, de 1788 à 1853, du bal de la Grande-Chaumière[30].
- No 201 : emplacement du restaurant Baty, fréquenté par Guillaume Apollinaire, Jean Cocteau, Max Jacob, Jean Giraudoux, etc.[31],[32].
- No 203 : établissement hôtelier, ancien Grand Hôtel de la Haute-Loire où l'étudiante en art allemande, Paula Modersohn-Becker, loge en 1900, au début de son premier séjour à Paris. Son amie et voisine de chambre Clara Westhoff l'y a précédée[33].
- No 206 : le 5 avril 1902 est créé dans cet immeuble le premier journal en français Mouvement macédonien, qui défend l'idée d'un État macédonien indépendant ; une plaque rend hommage à cette histoire.
- No 207 : l'écrivain Pierre Benoit y vit de 1918 à 1923 ; une plaque lui rend hommage.
- No 214 : Maison des étudiantes. Siège des Cours de civilisation française de la Sorbonne. Elle fut inaugurée, en 1924, par Paul Appell[34].
- No 216 : immeuble de style fonctionnaliste conçu par l'architecte Bruno Elkouken (1893-1968) et décoré par Ernő Goldfinger (1902-1987). Il est construit en 1932-1934 pour l'industrielle des cosmétiques Helena Rubinstein (1872-1965). Le bâtiment comprend un théâtre au rez-de-chaussée – futur Studio Raspail –, des appartements et des ateliers d'artistes. Helena Rubinstein vécut au début des années 1930 dans le penthouse, somptueusement aménagé de meubles Art déco et de sa collection d’œuvres d’art[35],[36] avant d'emménager au 24, quai de Béthune en 1937.
— Jean Fautrier (1898 1964) occupait ici un atelier de 1940 à 1945[37]. 
L’immeuble a remplacé un pavillon derrière lequel se cachait une petite cité d'artistes constituée de deux rangées d'ateliers qui n’étaient guère plus que de « simples niches vitrées ». Amadéo Modigliani, expulsé de la cité Falguière en 1913 trouva refuge dans l'un de ces ateliers disparus[38].
- No 218 : sur le linteau de la porte, le no 20 (presque effacé) subsiste. Il s’agit de l’ancienne numérotation du boulevard d’Enfer[39].
- No 222 : Jean-Paul Sartre était locataire au dixième étage à partir de 1962[40].
- No 225 : établissement hôtelier, ancien Hôtel de la Paix où loge Foujita au début de l'année 1930, entre son retour de Tokyo et son départ pour New-York[41].
- No 228 : Pablo Picasso s'y installe en septembre 1912 avec sa nouvelle compagne, Eva Gouel[42]. Le poète et éditeur Pierre Seghers installe sa maison d'édition en 1944. Il achète peu à peu l'immeuble du 228, du 228bis, et du 230, et fait construire un nouvel immeuble achevé en 1968. Immeuble conçu par Paul Tournon. Pierre Seghers y vit jusqu'à son décès en 1987. Une plaque de marbre sur la façade lui rend hommage. Le peintre Jean Carzou y réside de 1968 à son décès lui aussi.
- No 232 : Le Jockey depuis 1923 (anciennement Le Caméléon), célèbre cabaret-club pendant les Années folles repris par des Américains dont Hilaire Hiler[43]. Il était auparavant situé aux no 146 puis 127 du boulevard du Montparnasse.
- No 236 : le sculpteur Pol Bury y vécut de 1968 à 2005 ; une plaque lui rend hommage.
- No 237 : lycée hôtelier Guillaume-Tirel. Avant 1855, le terrain était occupé par l’horticulteur Louis Claude Noisette. La Compagnie générale des Voitures à Paris s’y installa ensuite[44].

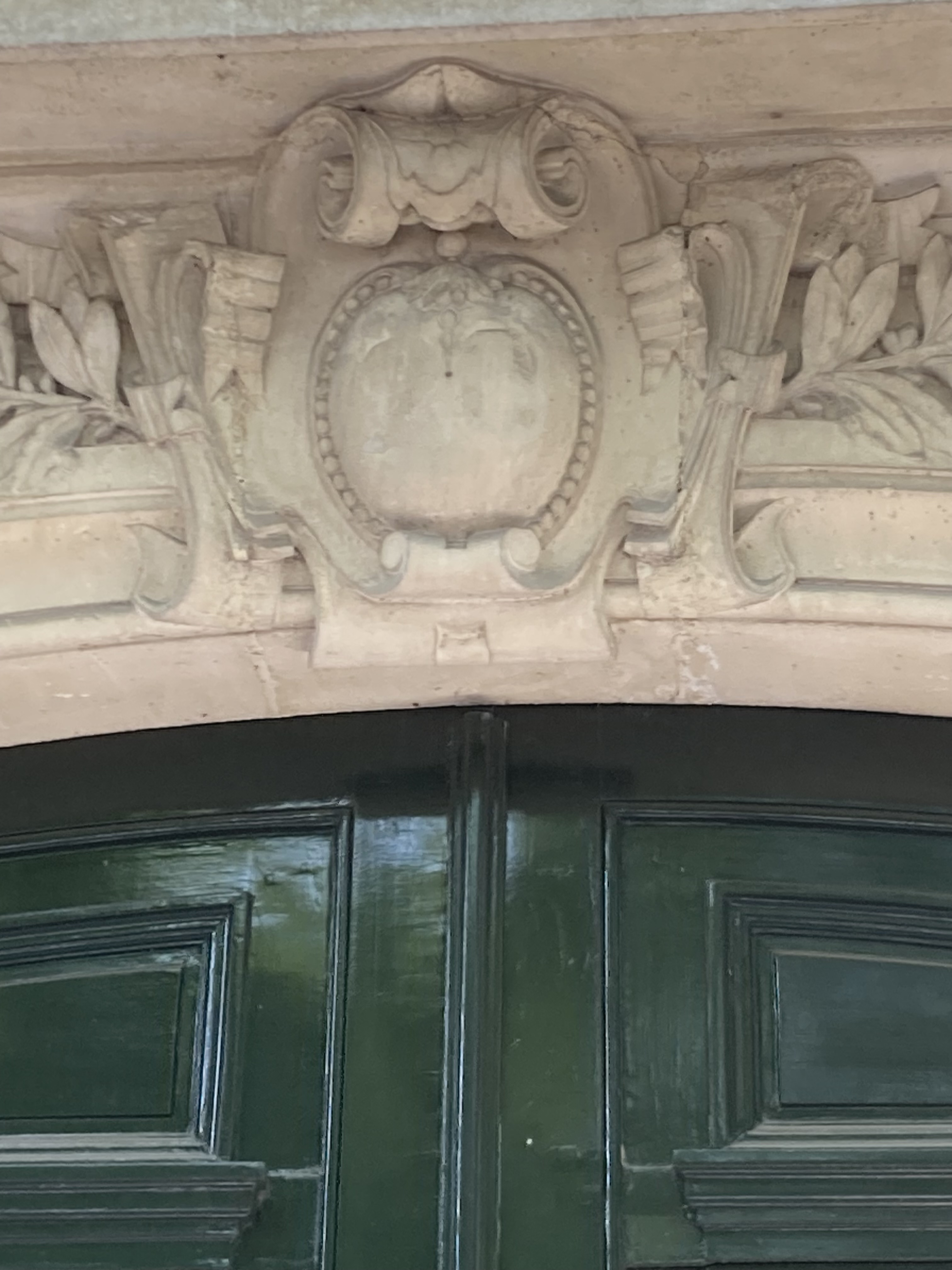
N°218, ancienne numérotation correspondant au 20, boulevard d’Enfer.
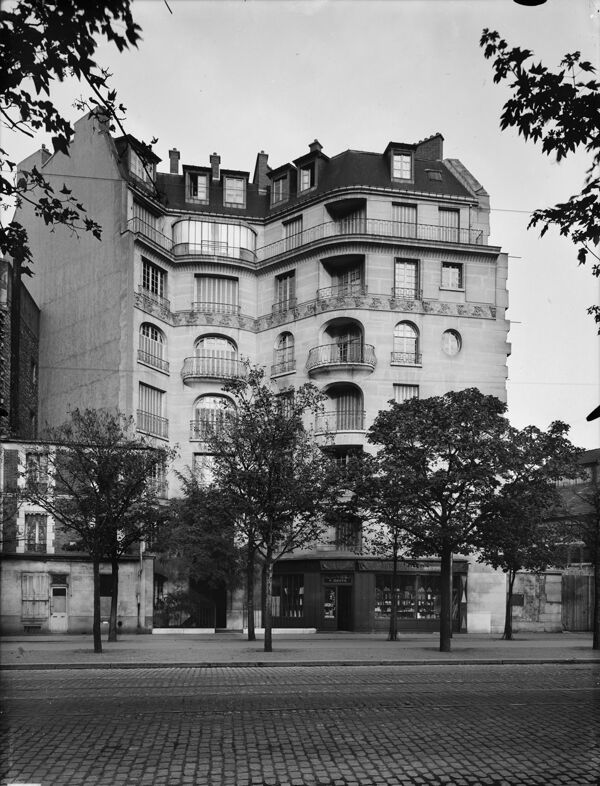
Façade du 229 boulevard Raspail.
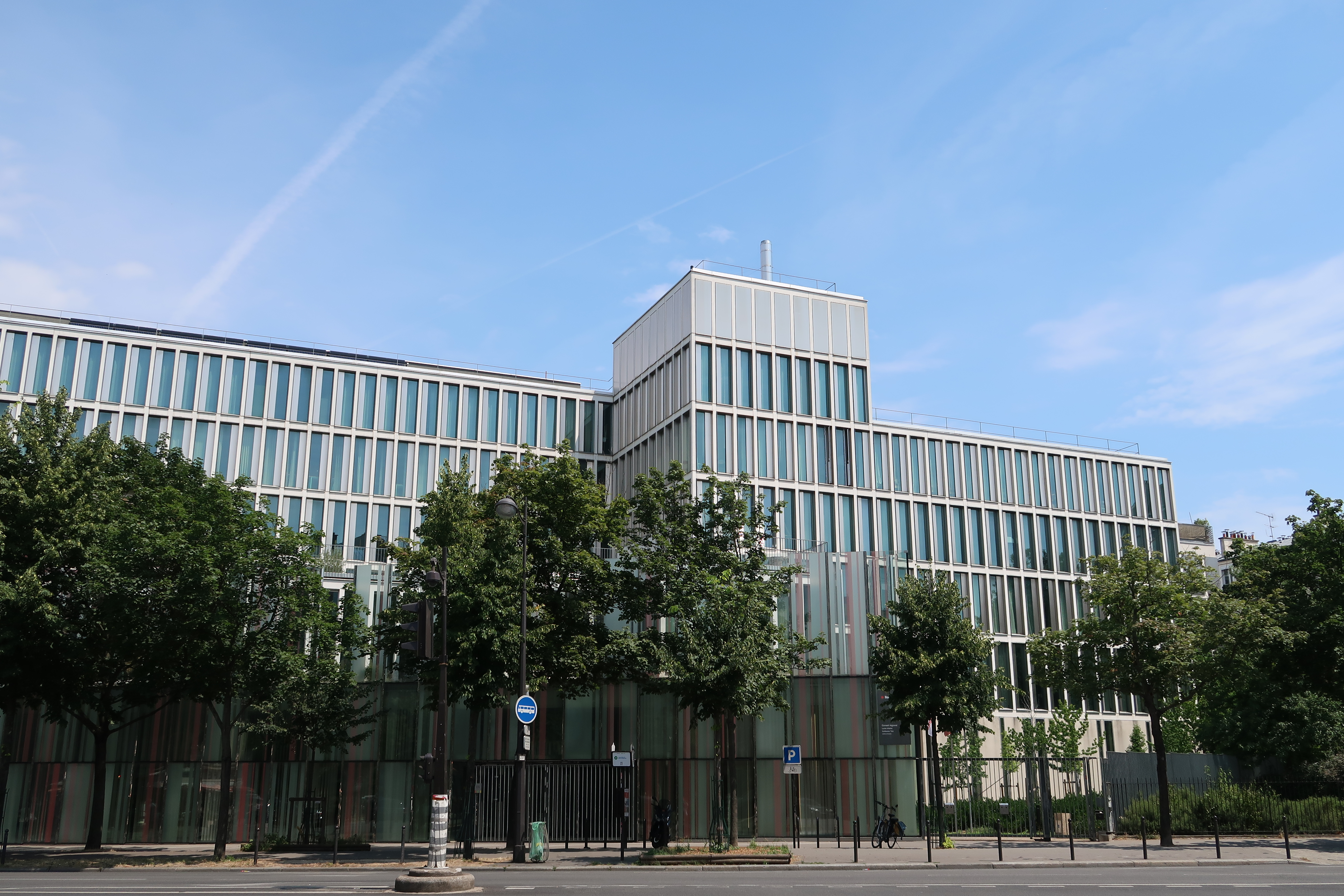
No 237 : lycée hôtelier Guillaume-Tirel.

- Nos 240-242 : Jules Huet de Froberville (1868-1944) commanda aux architectes et décorateurs Paul Huillard (en) (1875-1966) et Louis Süe (1875-1968) la construction de ces deux maisons[45]. Le chantier en deux phases débute en 1903 avec le 240, puis se poursuit en 1905, avec le 242. Les deux maisons symétriques sont séparées par une allée menant à une cour, où se trouvent plusieurs pavillons et ateliers ; Huet s’en réserva un pour lui-même. Il baptisera l’ensemble « Cité Nicolas-Poussin ». Parmi les occupants de ces lieux, on peut mentionner Pablo Picasso, qui y logea à deux reprises : une première fois en 1912 et 1913[46],[47], et peut-être une seconde fois pendant les Années folles. Domicile, à partir de 1906, du sculpteur Cecil Howard[48] (1888-1956), alors jeune étudiant à l'Académie Julian. Il y loge avec sa mère.

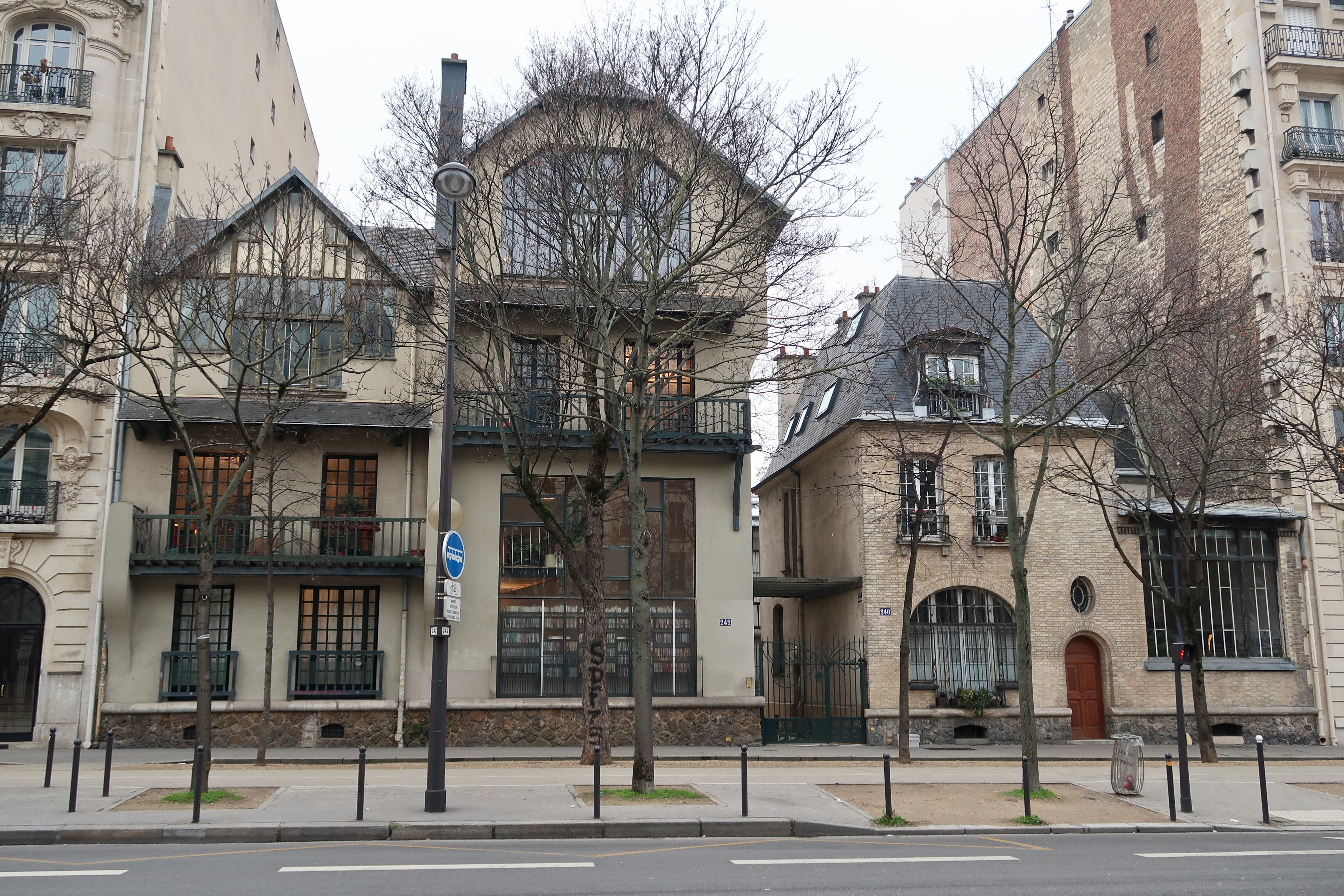
Nos 240-242.
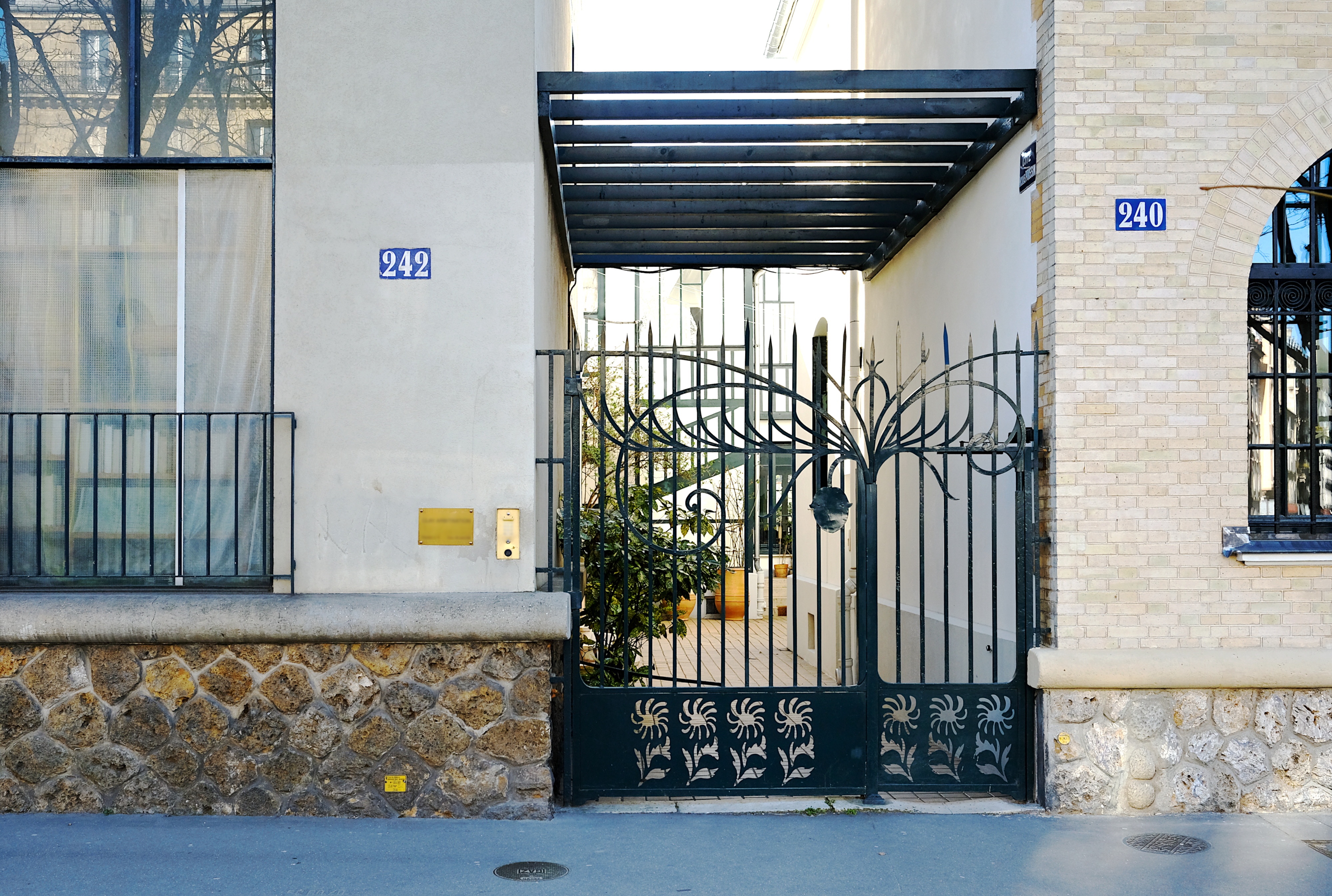
Entrée.

- No 244 : domicile vers 1948[49] de Gustave Dupont-Ferrier (1865-1956), historien, membre de l'Académie des inscriptions et belles-lettres
- No 247 : passage d'Enfer, voie privée fermée par des grilles.
- No 254 : École spéciale d'architecture. Dans le jardin, des colonnes du palais des Tuileries ont été déposées[50].

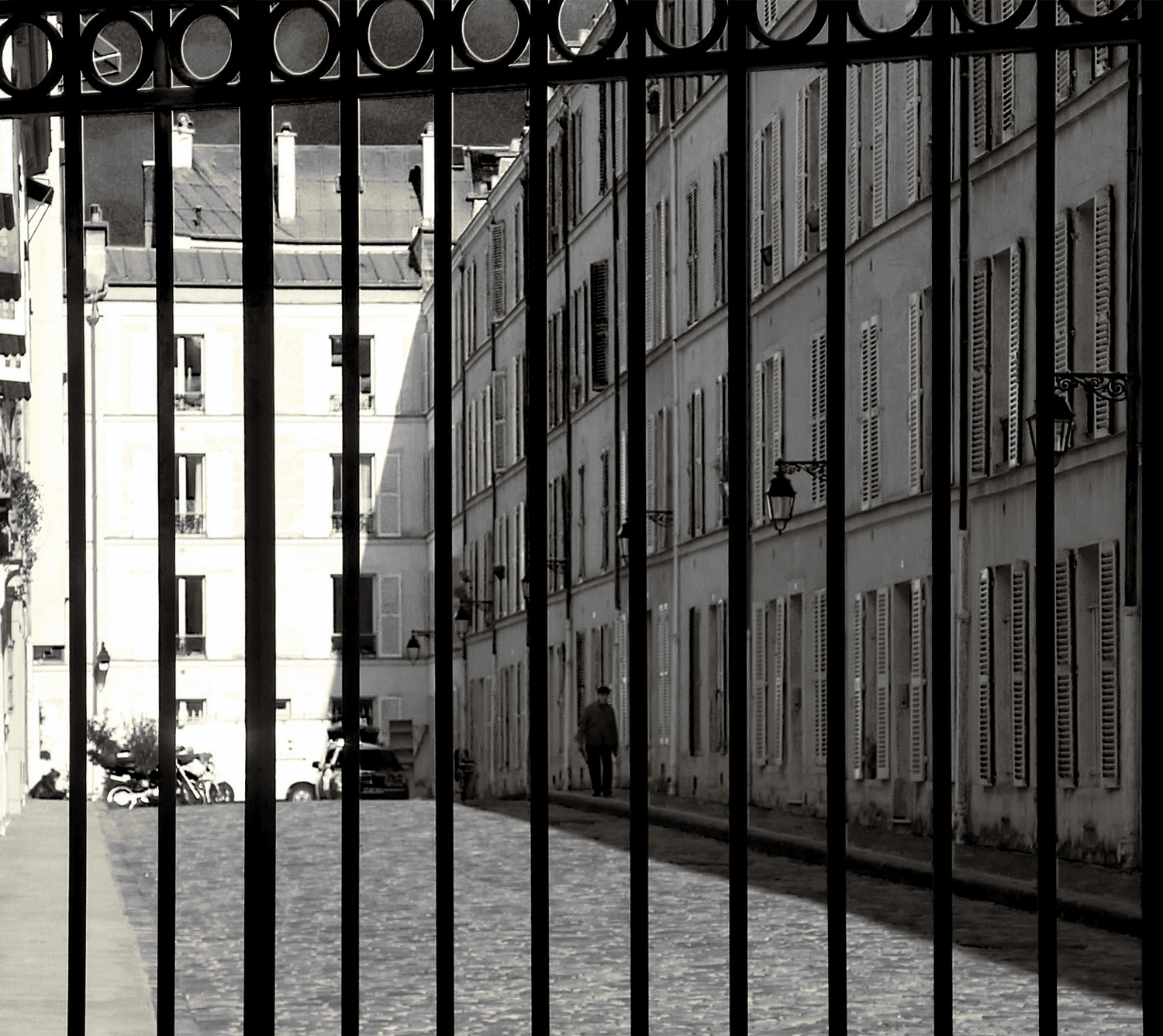
No 247 : le passage d'Enfer.
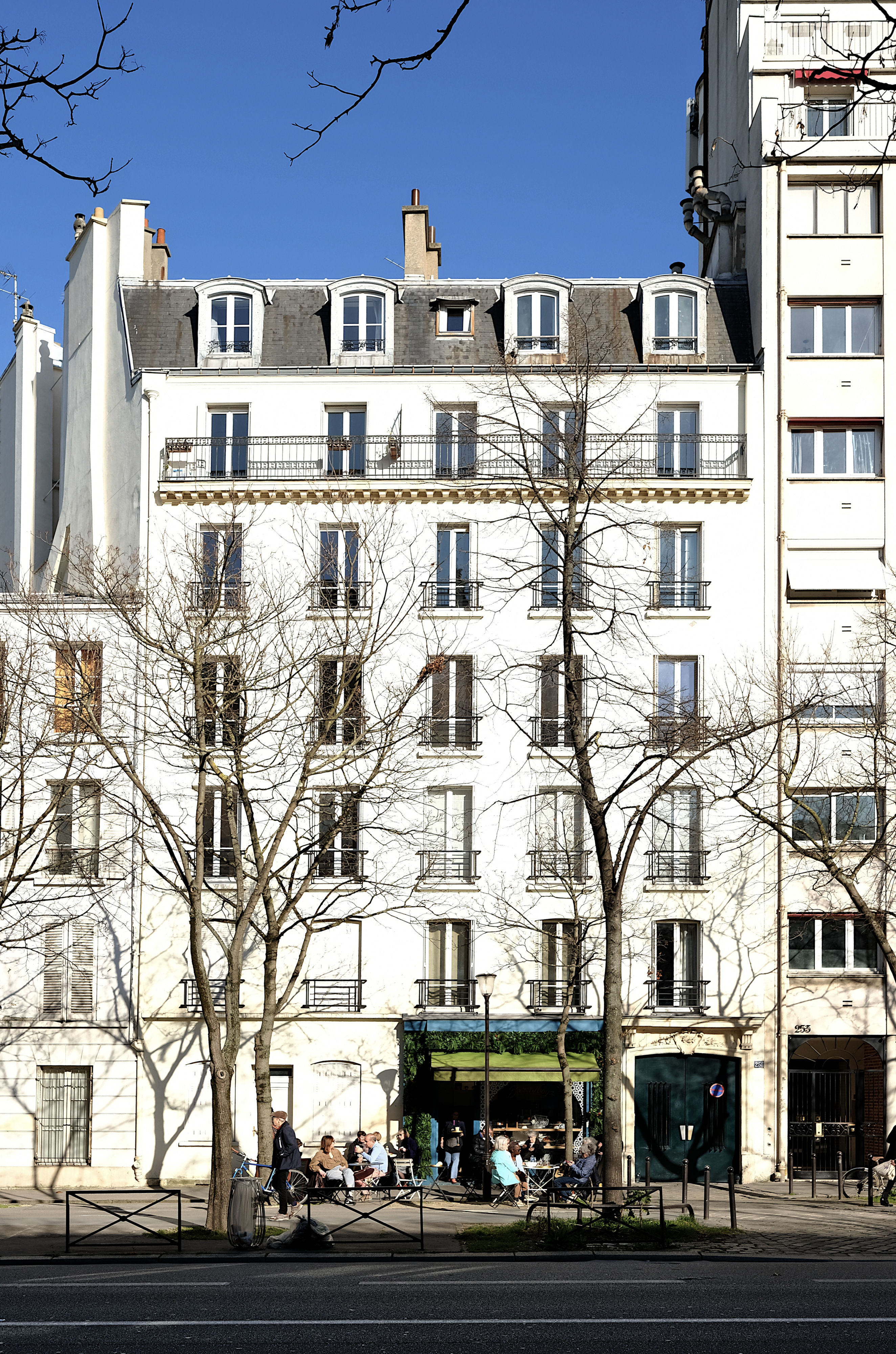
No 251
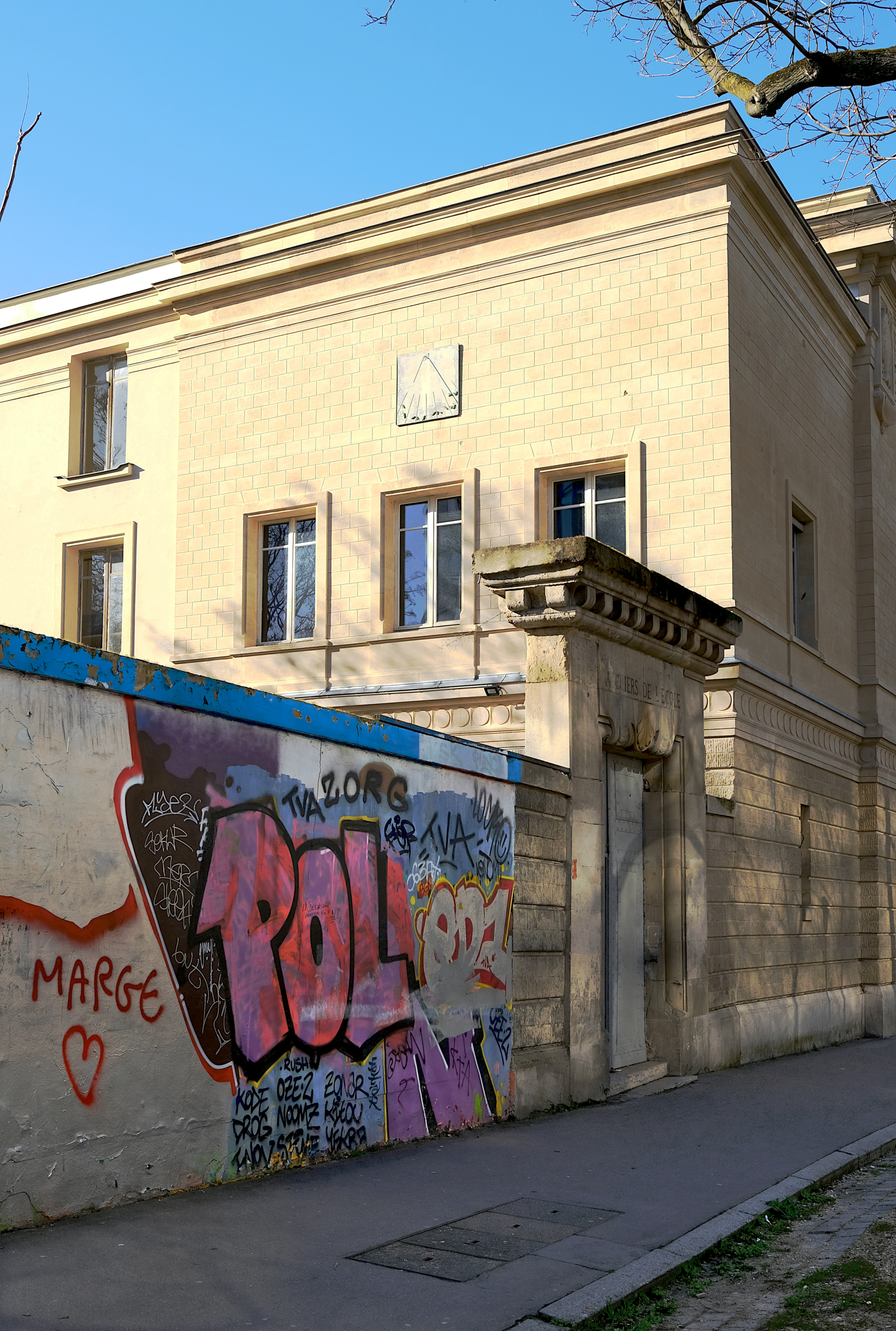
No 254

- Nos 255 et 257 : entre ces deux numéros, aboutissement de la rue Boissonade, précédemment début de l'impasse Boissonade et antérieurement de l'impasse Sainte-Élisabeth. Cette ancienne voie privée est restée inaccessible aux voitures jusqu'à son prolongement, en vertu d'un décret du 15 avril 1930, au travers d'une partie des jardins du couvent des Dames de la Visitation et sa fusion avec une autre impasse percée à partir du boulevard du Montparnasse. Elle présentait jusqu'alors, comme le passage d'Enfer voisin (no 247), des grilles fermées dans l'alignement des maisons du boulevard[51].
- No 261 : siège de la Fondation Cartier pour l'art contemporain, ouvert en 1994 dans un bâtiment à la conception architecturale en verre, acier et béton de l'architecte Jean Nouvel. À cet emplacement se trouvait l'American Center de 1920 (détruit) jusqu'au déménagement de cette institution au 51, rue de Bercy, en 1988. En 1823, un cèdre rapporté du Liban est planté près de l'actuelle fondation Cartier par Chateaubriand, l'écrivain habitant non loin. Il crée aussi l'infirmerie Marie-Thérèse, qui accueille encore de nos jours des prêtres en retraite. L'arbre est abattu en avril 2021, « pour des raisons de sécurité liées à la sécheresse », dans l'indifférence générale[52].

En juillet 1832, Chateaubriand se fit arrêter. Il relate cet événement et sa sortie, par une petite porte donnant sur le boulevard, dans le livre trente-sixième des Mémoires d'outre-tombe.
- No 270 : réalisé par l’architecte Bruneau, l’immeuble de sept étages est primé au Concours de façades de la ville de Paris de 1901[54] ; domicile vers 1955[55] de Robert Fawtier (1885-1966), bibliothécaire, historien, membre de l'Académie des inscriptions et belles-lettres.
- No 266 : École Camondo Paris
- No 272 : domicile de 1920 à 1942 de l'artiste céramiste Ernestine Davidoff (Erna Dem), déportée et morte à Auschwitz (plaque) ; immeuble daté de 1895 (architecte Louis Marnez).
- No 276 : immeuble Art nouveau daté de 1905 de Théo Petit. Les trois bas-relief, Les Trois Âge de la vie, l’amour, la maternité et la mort, sont d’Émile Derré[56].
- No 278 : en 1936[57] domicile de l'artiste peintre de l'Abstraction Piet Mondrian (1872-1944) ; domicile du peintre Nicolas Poliakoff (1899-1976) à la fin de sa vie[58]. En 1913, Guillaume Apollinaire dirige la revue Les Soirées de Paris[44].
- No 280 : dans les années 1920, la cantatrice Spéranza Calo-Séailles (1885-1949) y tient un studio-atelier où elle enseigne le chant et la respiration[59]. L’immeuble Art nouveau est de Théo Petit[60].
- No 291 : siège du Centre national du cinéma et de l'image animée (CNC) depuis 2018.

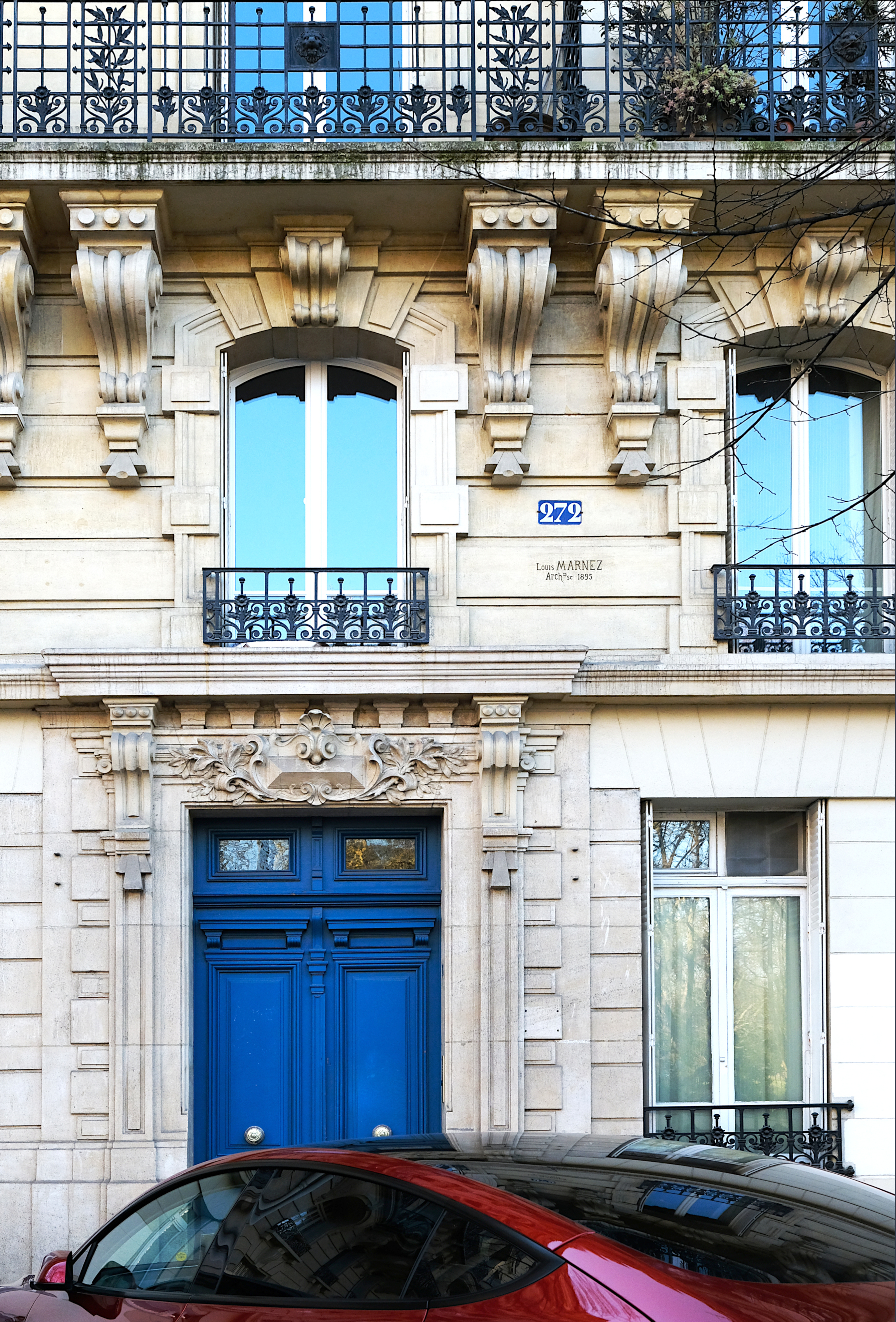
No 272 : immeuble de 1895 (architecte Louis Marnez).
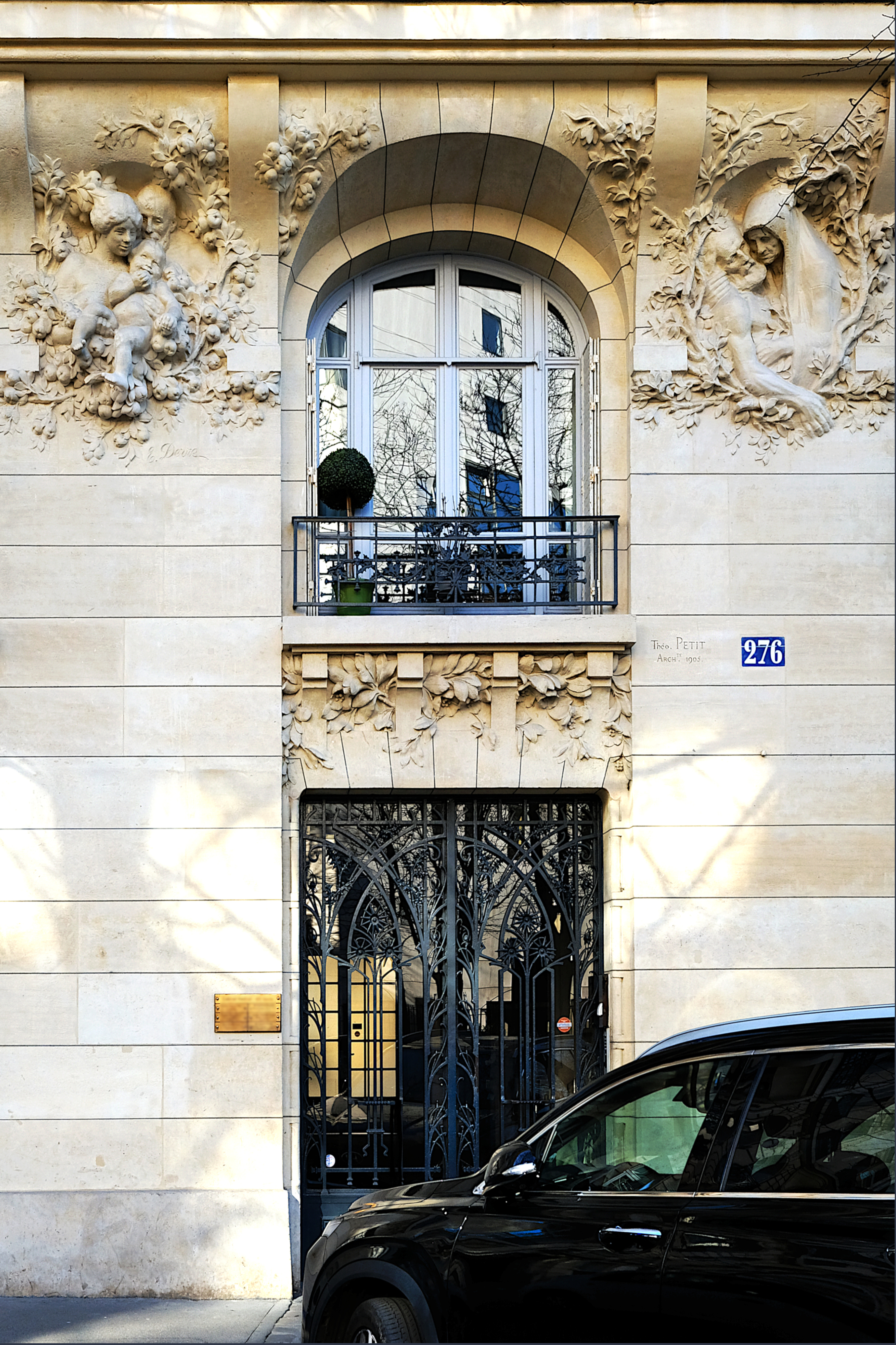
No 276 : immeuble de 1905 (architecte Théo Petit).
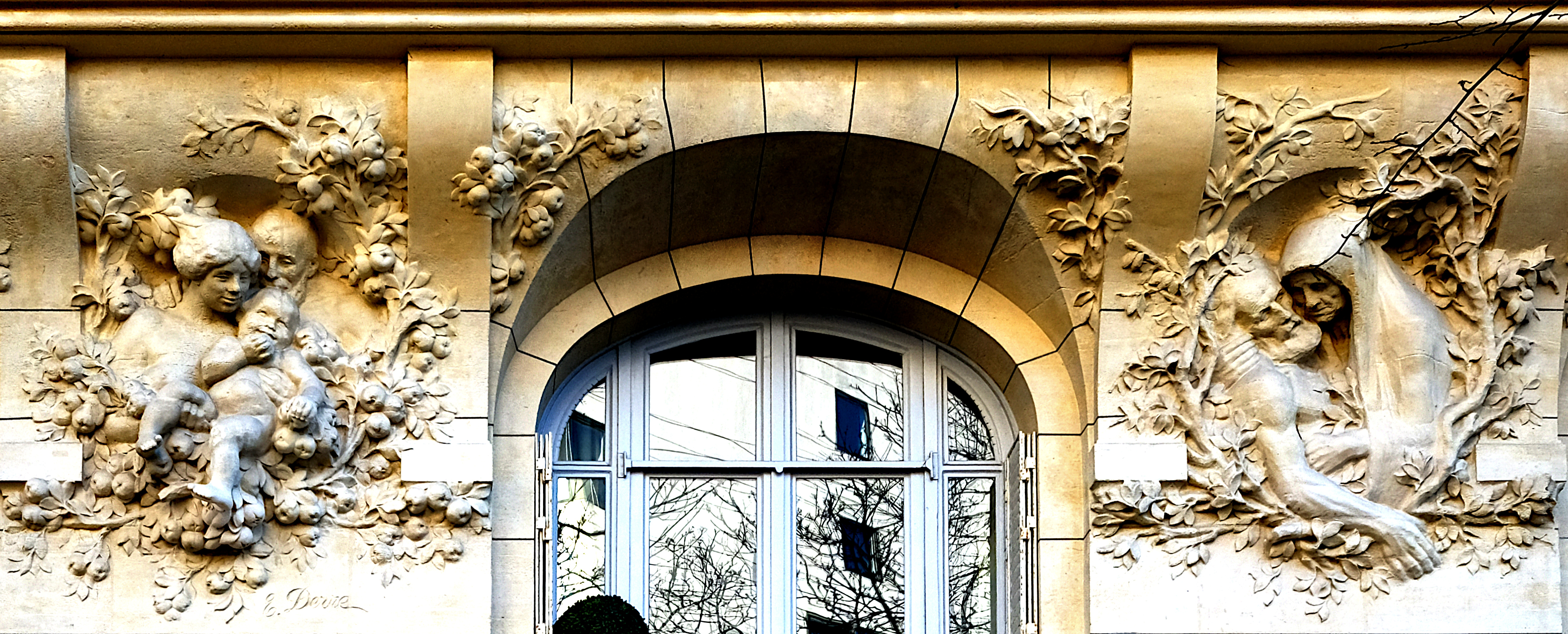
No 276 détail : les bas-reliefs la maternité et la mort.

### Emplacements non localisés
- No 97 boulevard d'Enfer : en 1880, adresse du peintre et sculpteur néerlandais Ferdinand Leenhoff[61] (1841-1914).

### Plaques

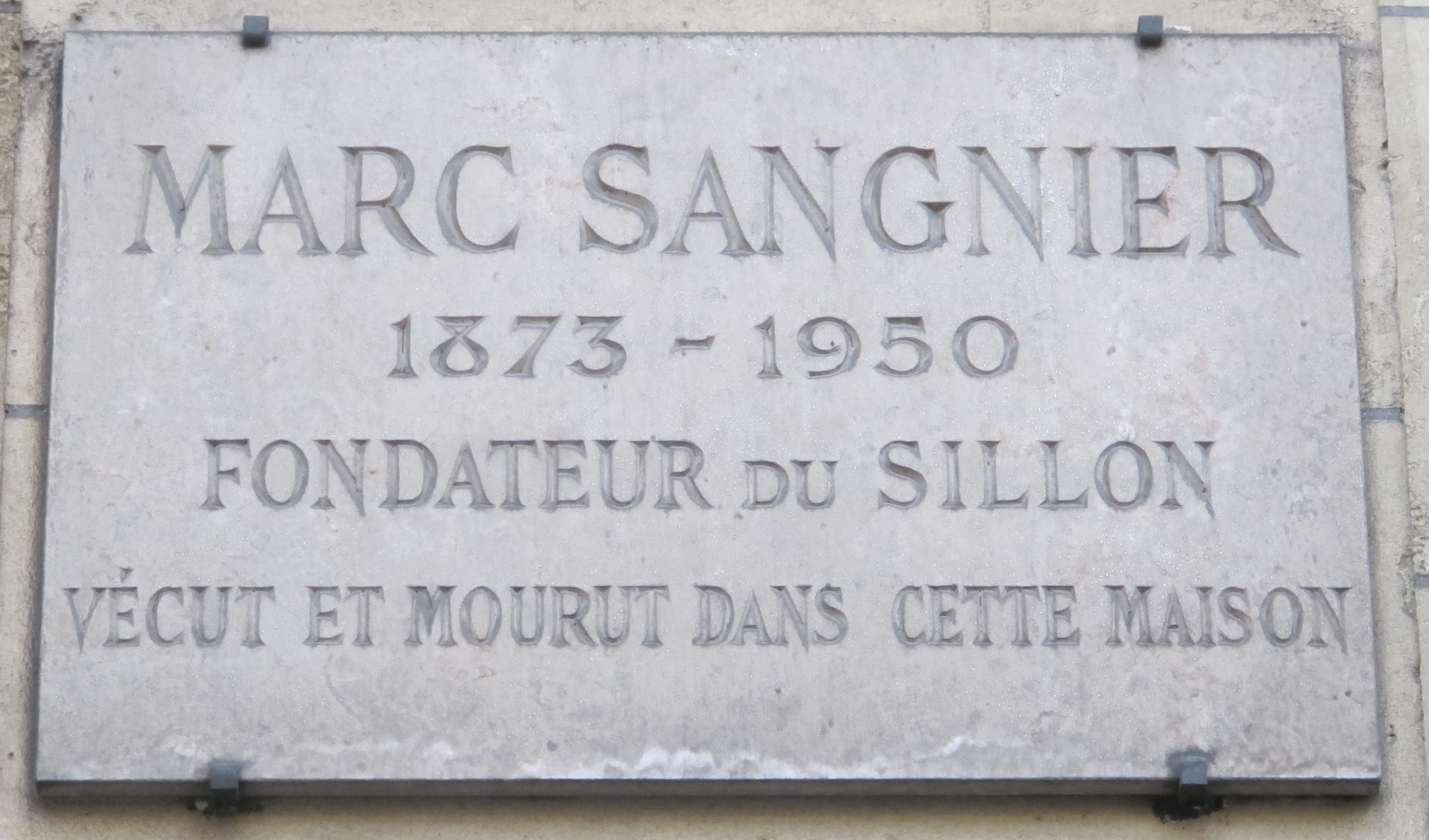
Plaque au no 34.
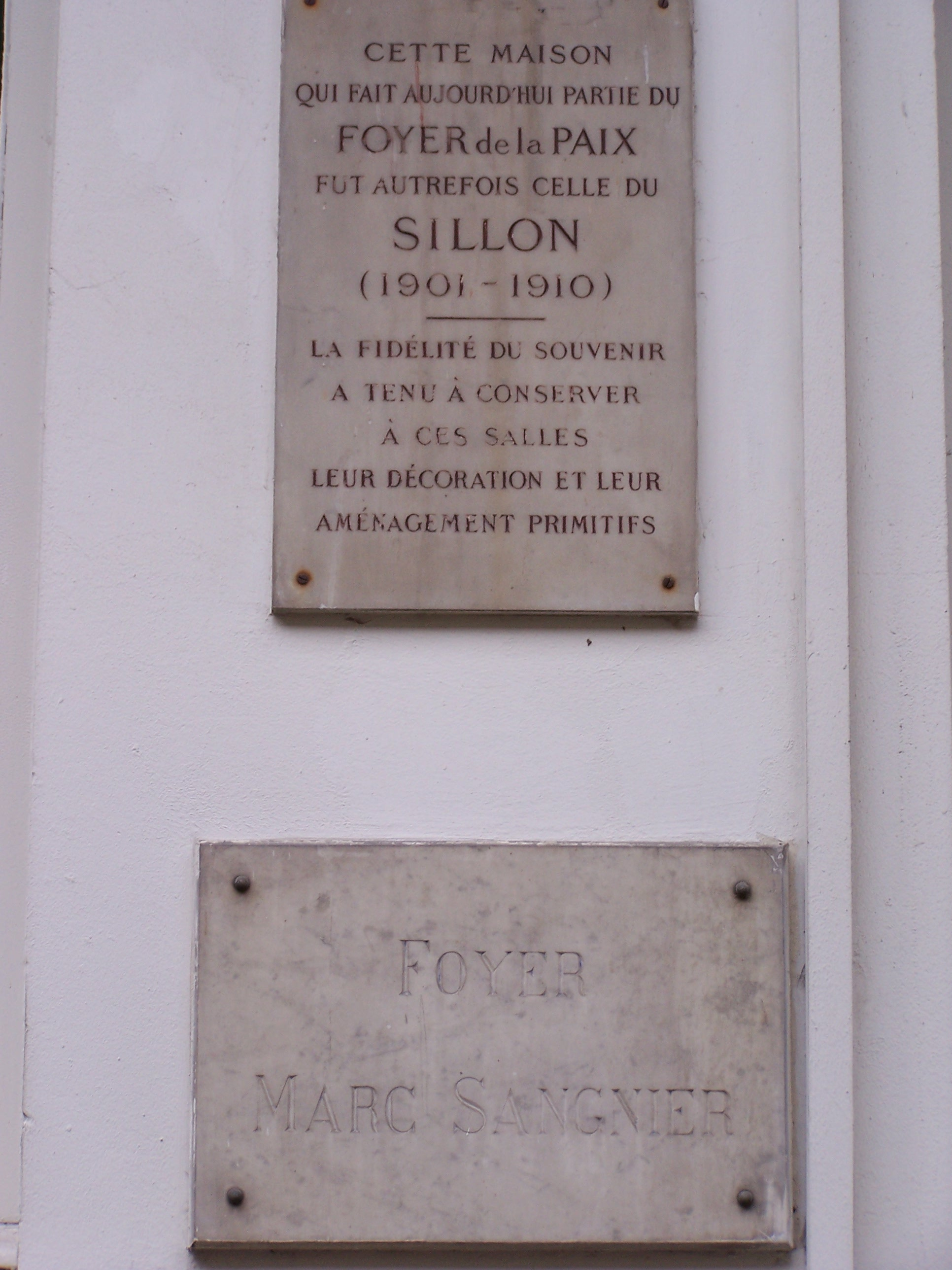
Plaque au no 38.
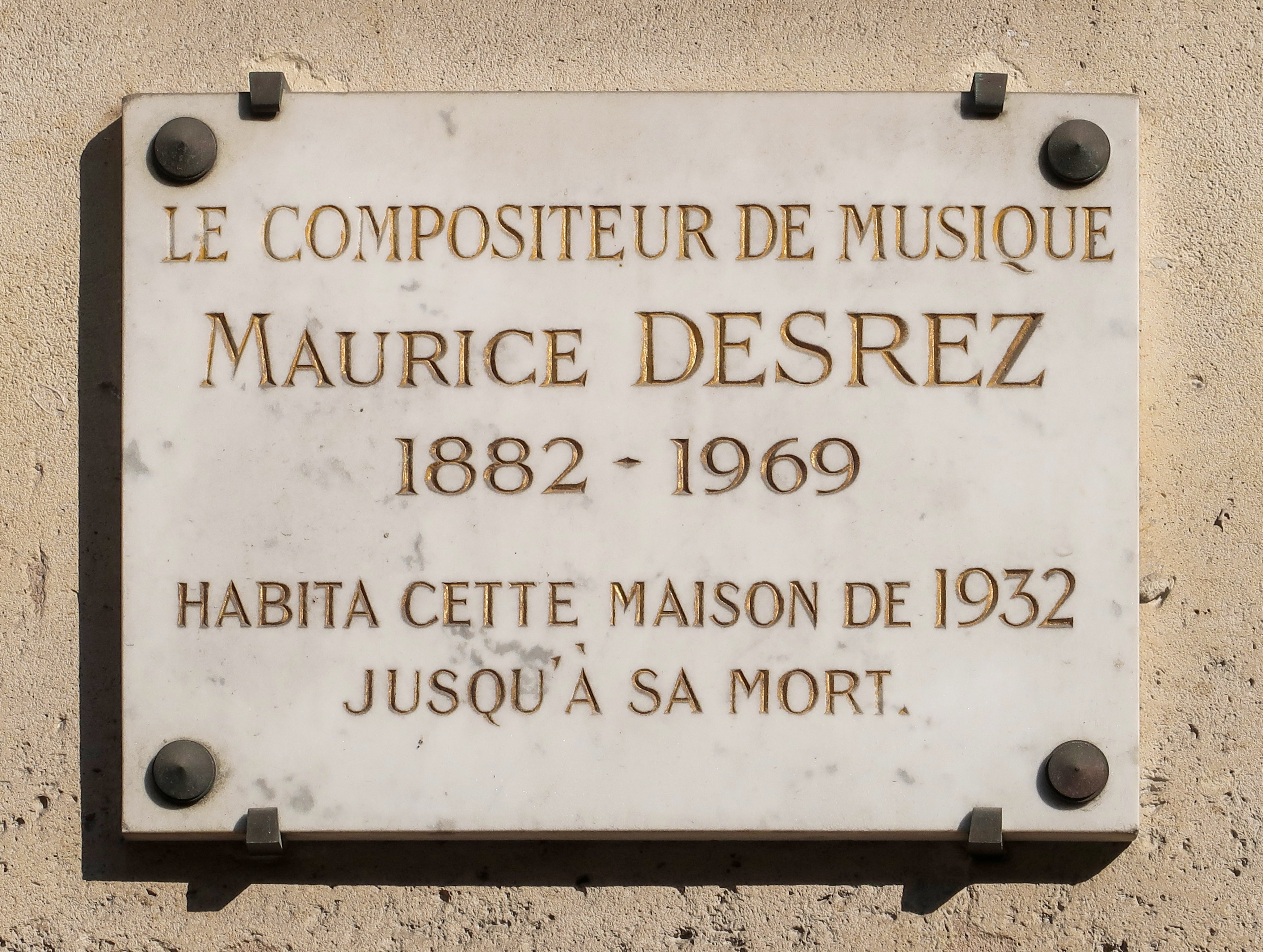
Plaque au no 39.
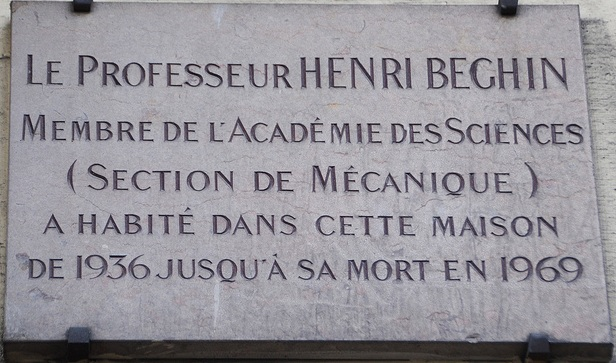
Plaque au no 42.
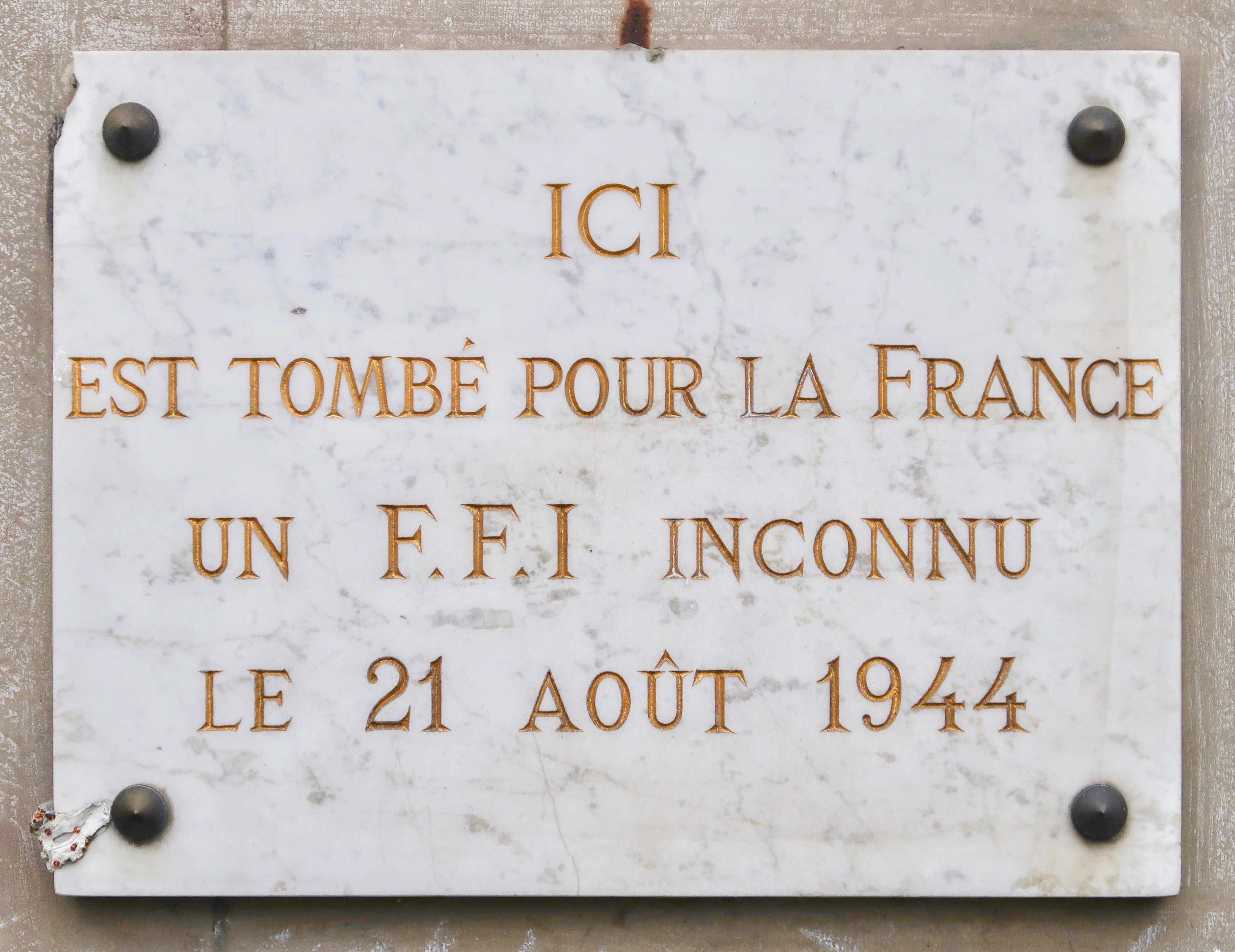
Plaque en hommage à un FFI mort pendant la Libération de Paris, au croisement avec la rue de Sèvres.
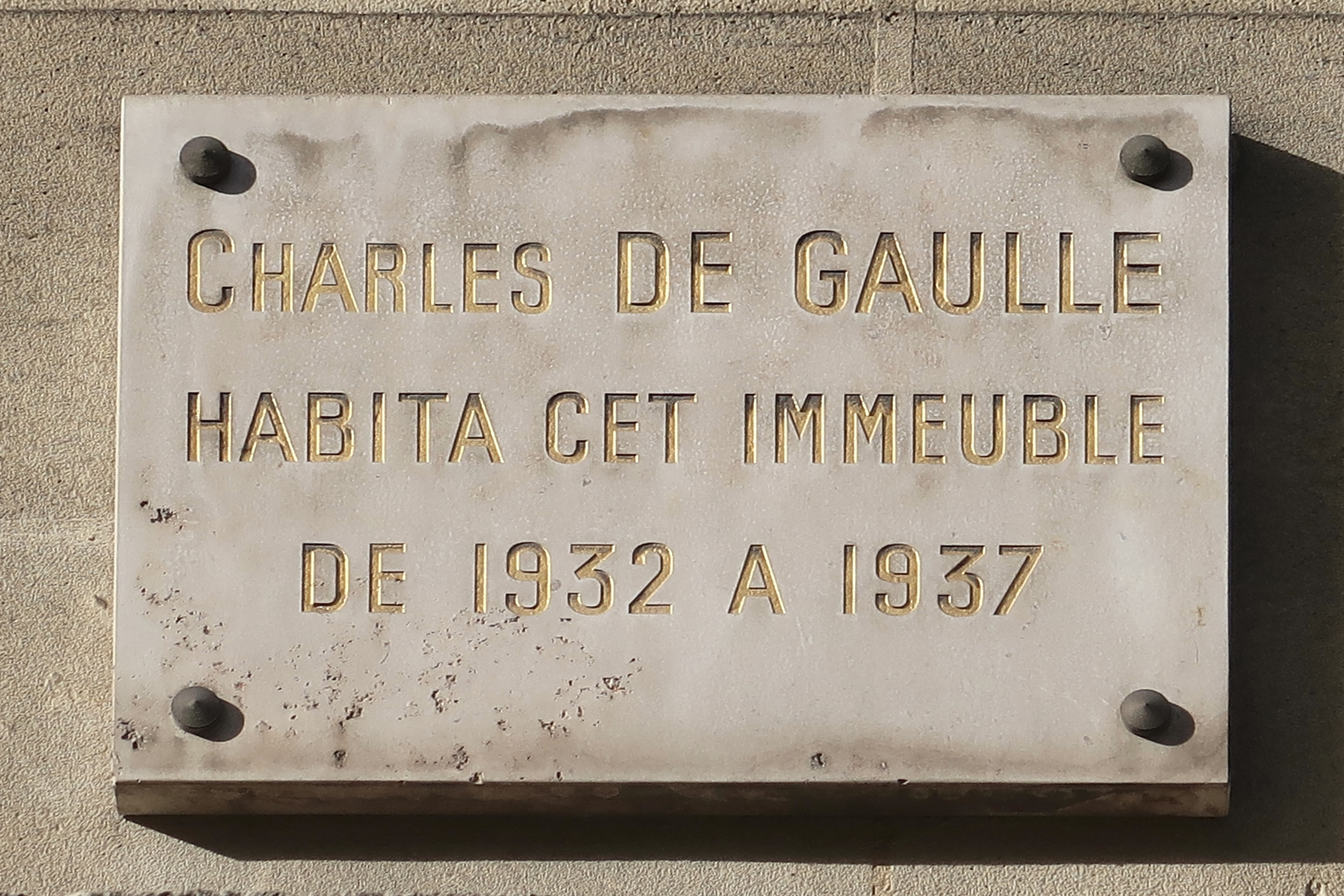
Plaque au no 110.
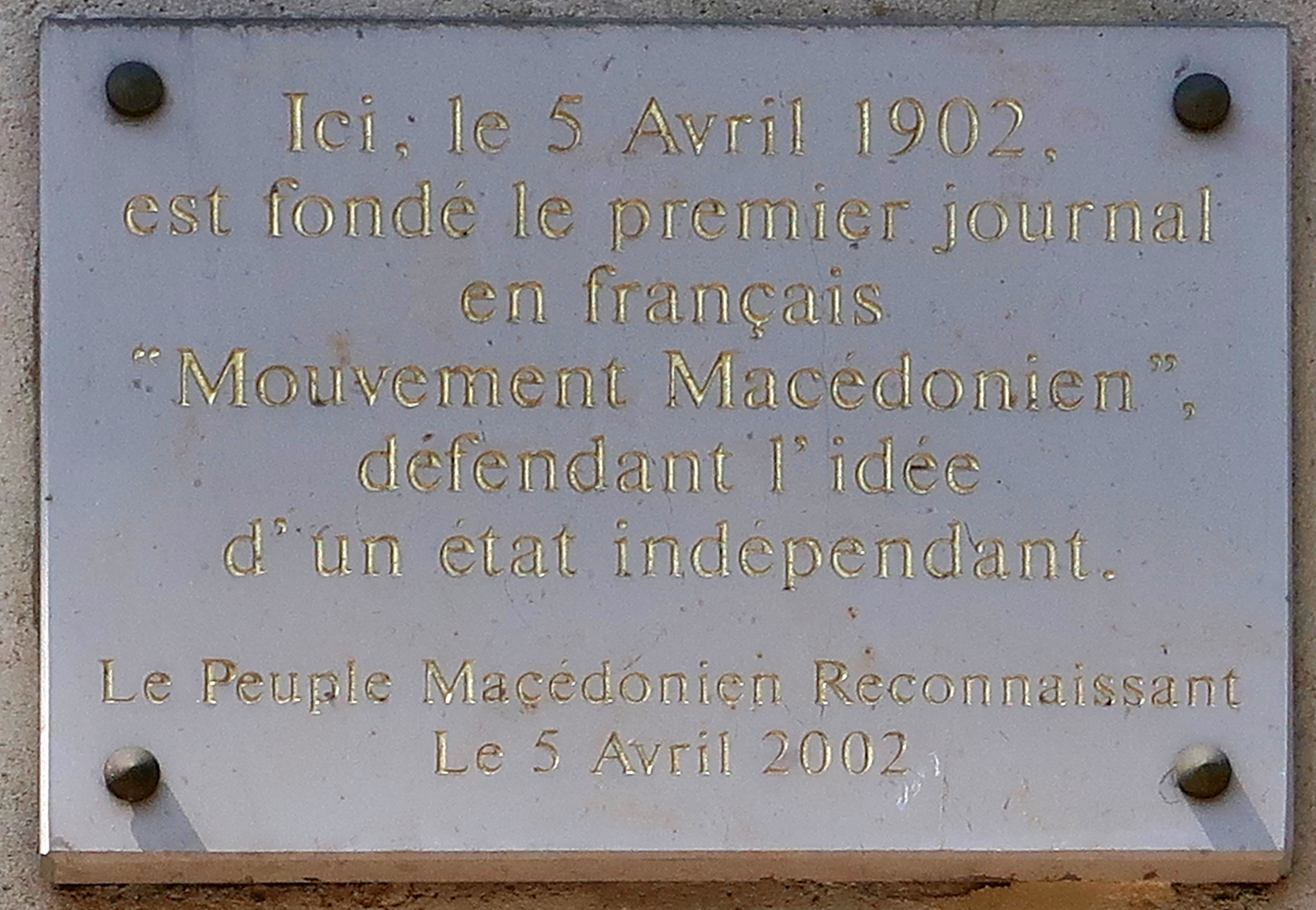
Plaque au no 206.
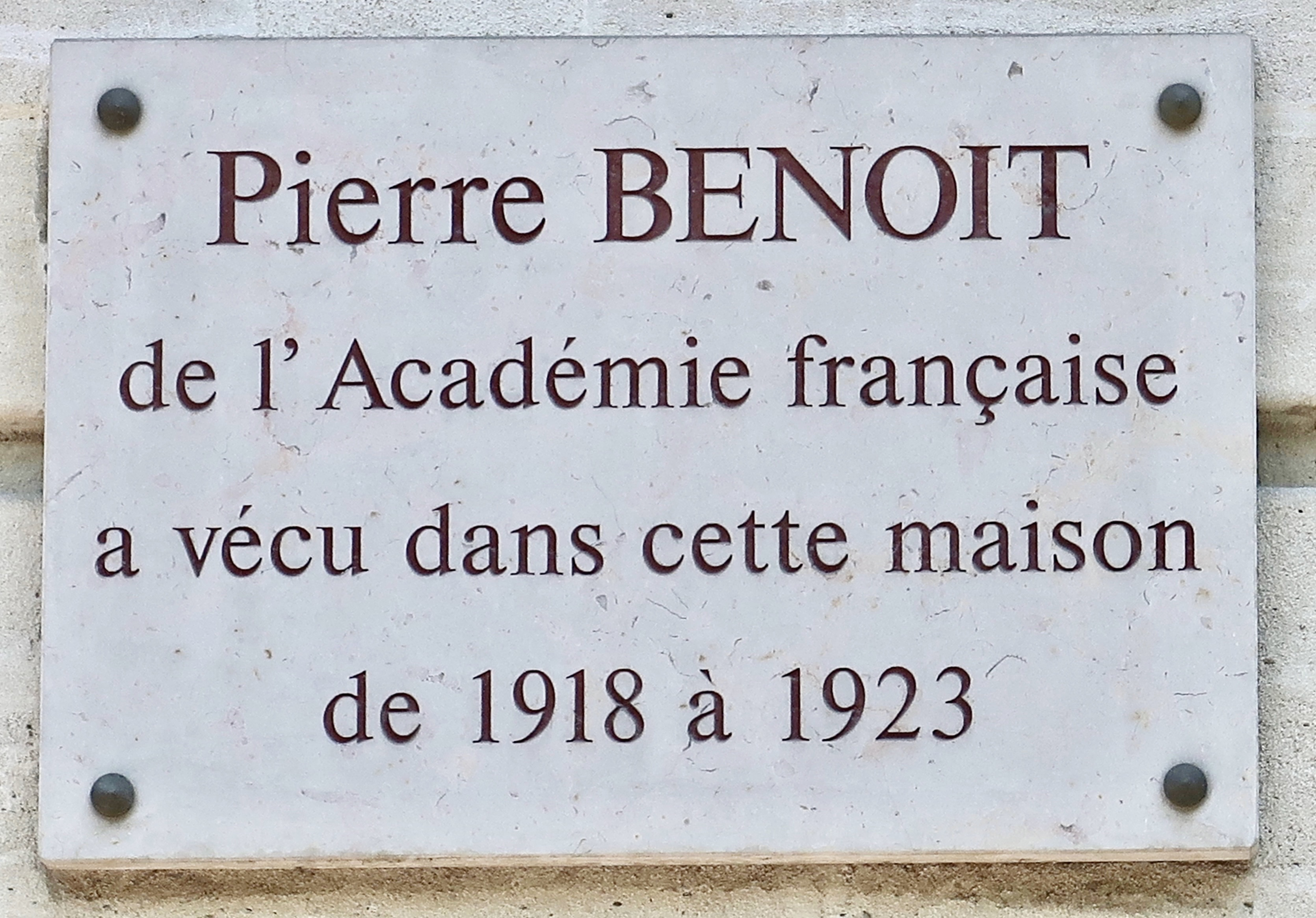
Plaque au no 207.
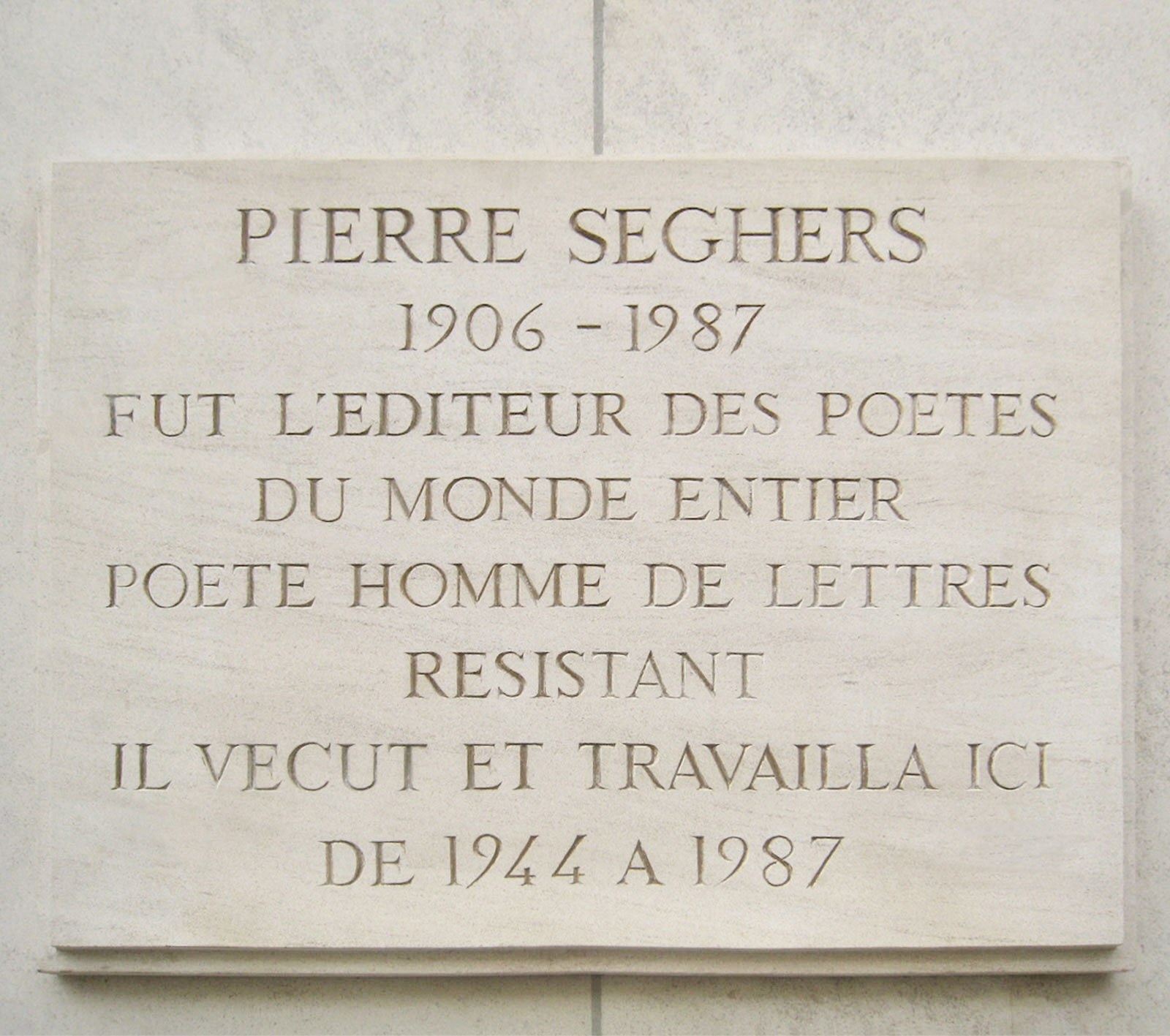
Plaque au no 228.
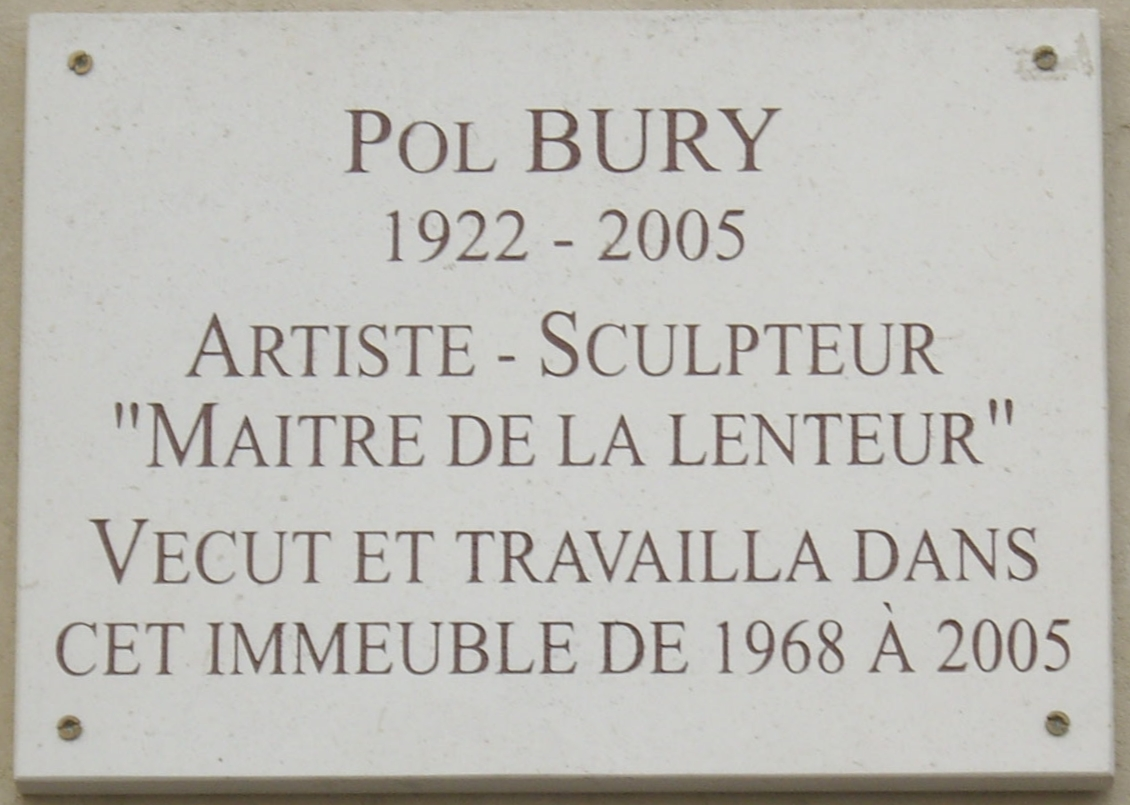
Plaque au no 236.
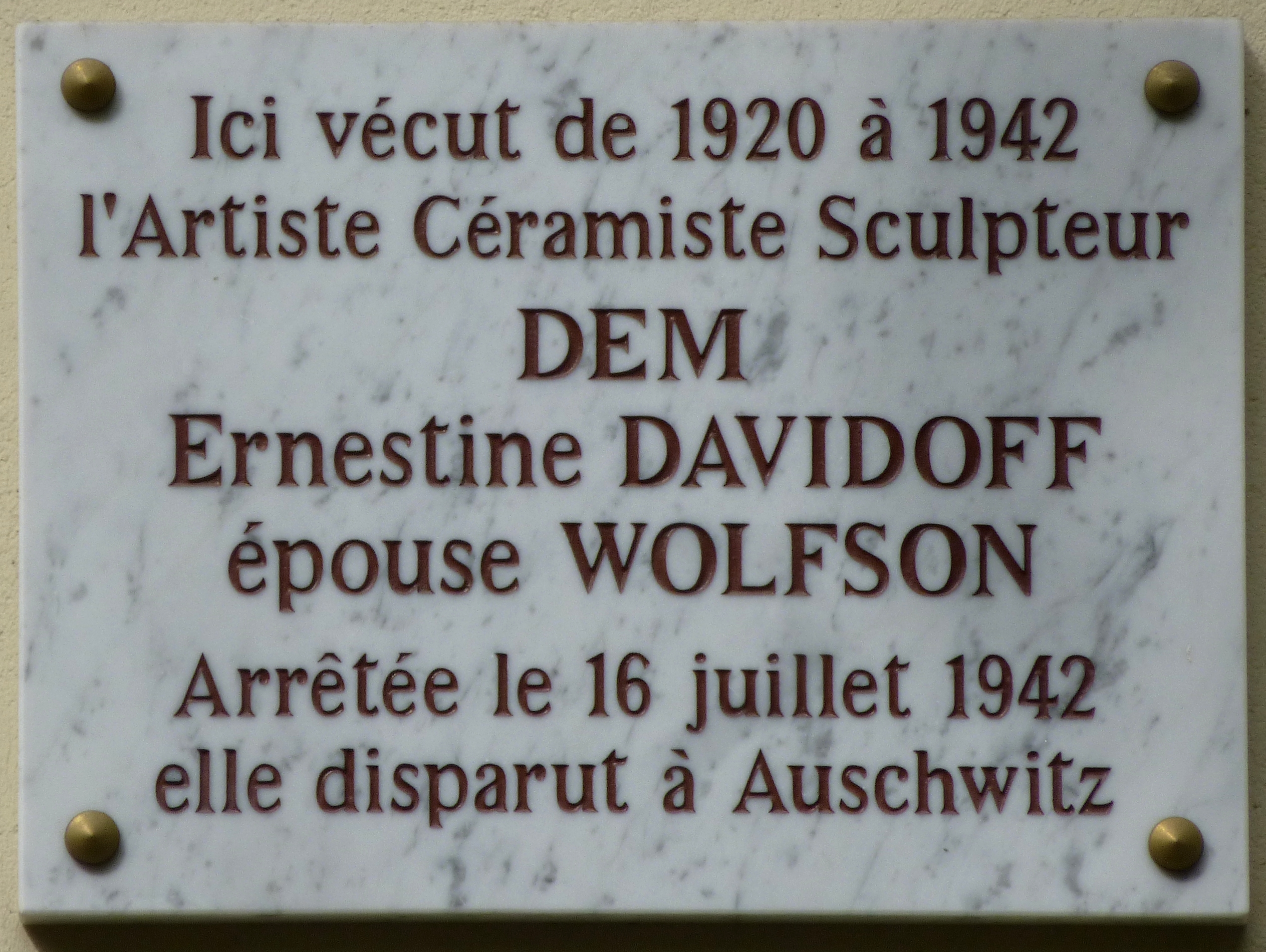
Plaque au no 272.
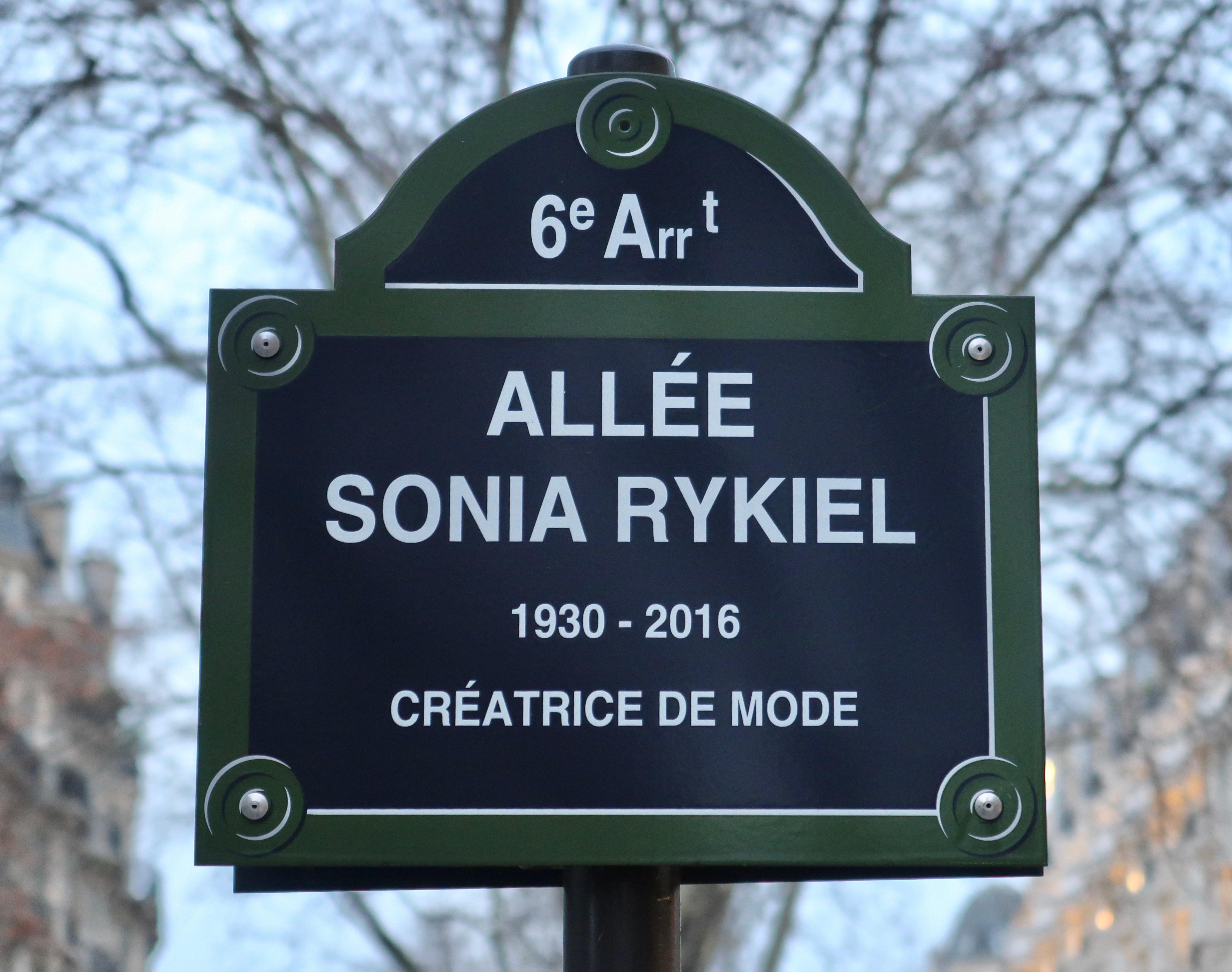
Plaque de l'allée Sonia-Rykiel.
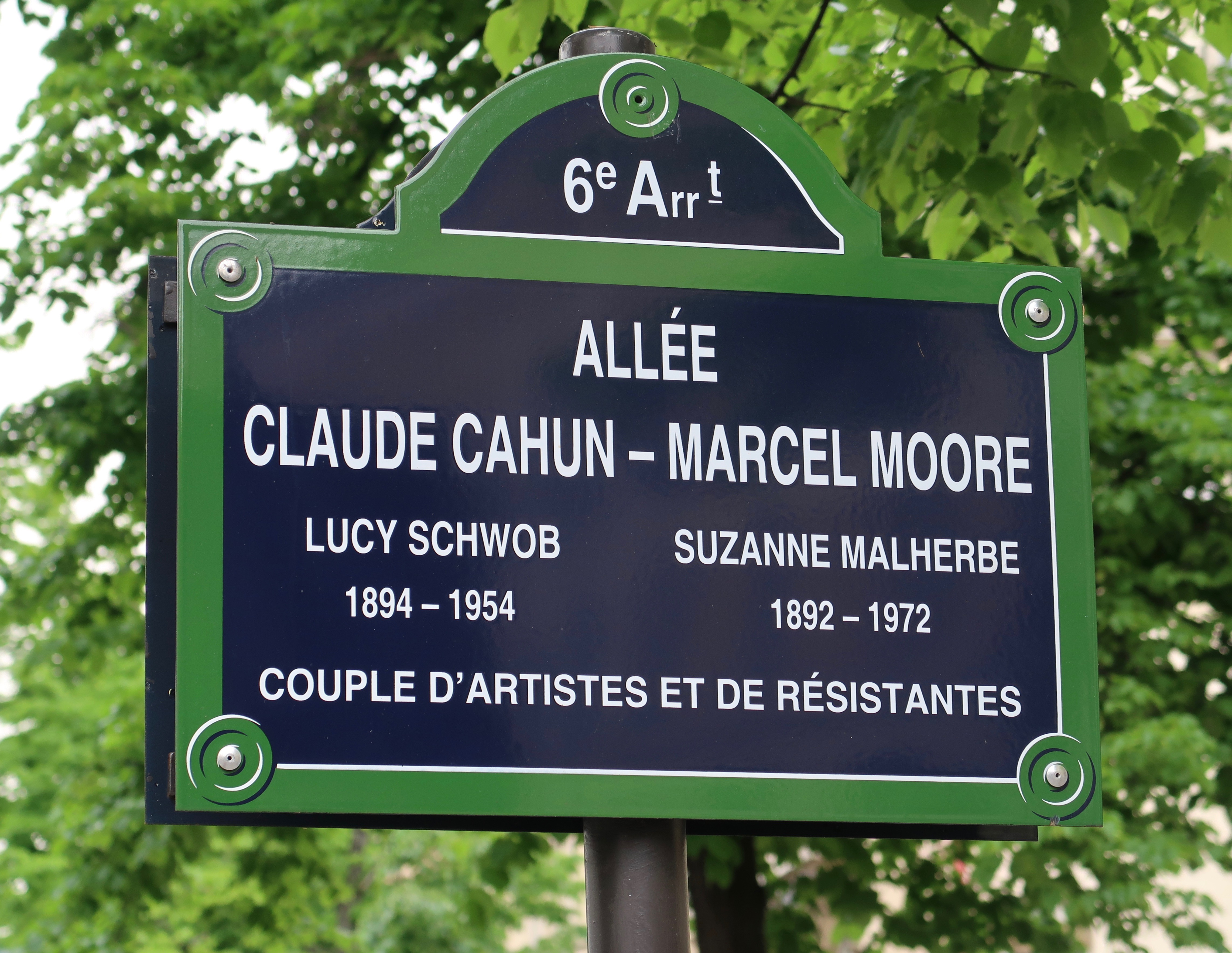
Plaque de l'allée Claude-Cahun-Marcel-Moore.
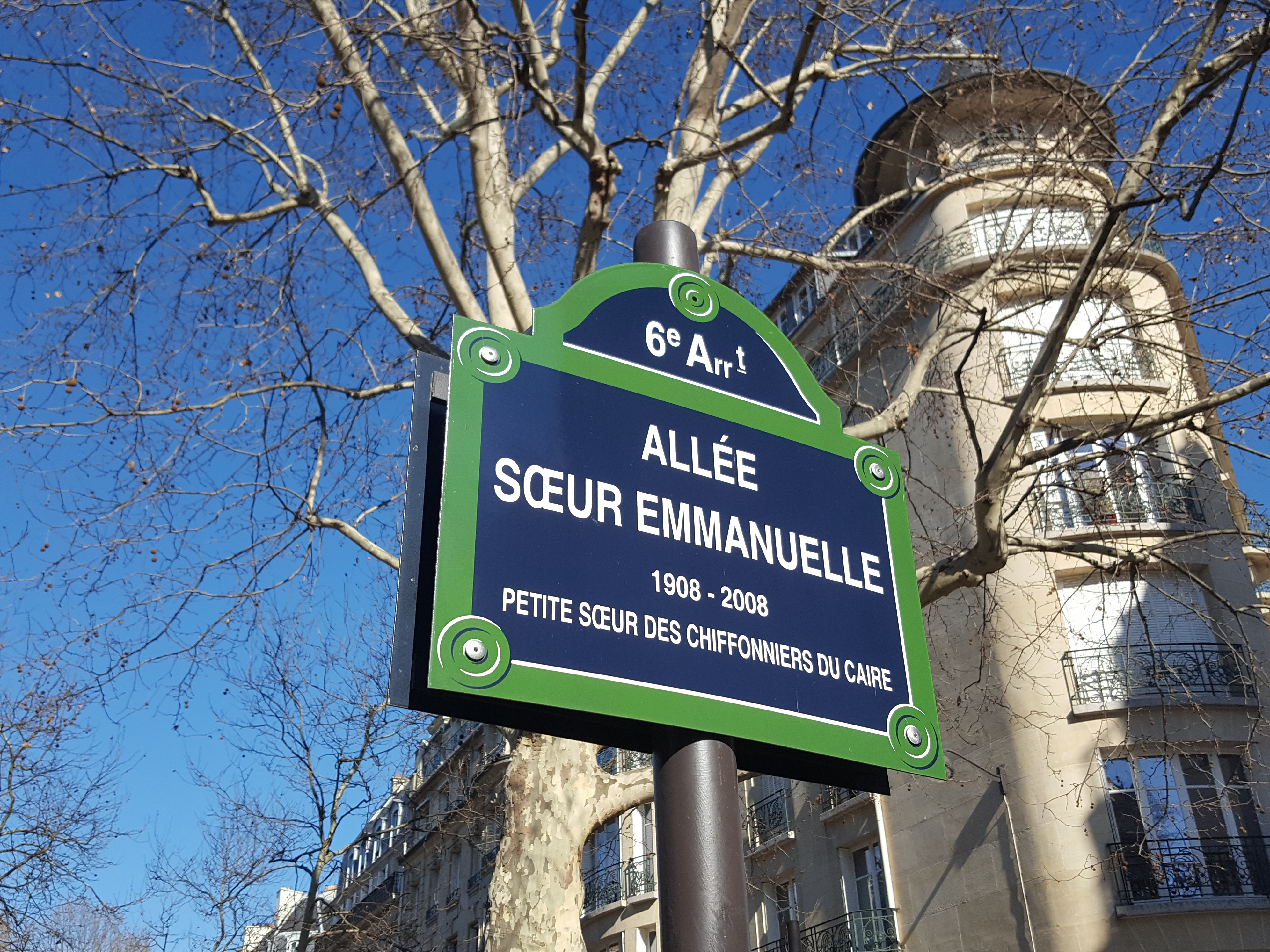
Plaque de l'allée Sœur-Emmanuelle.
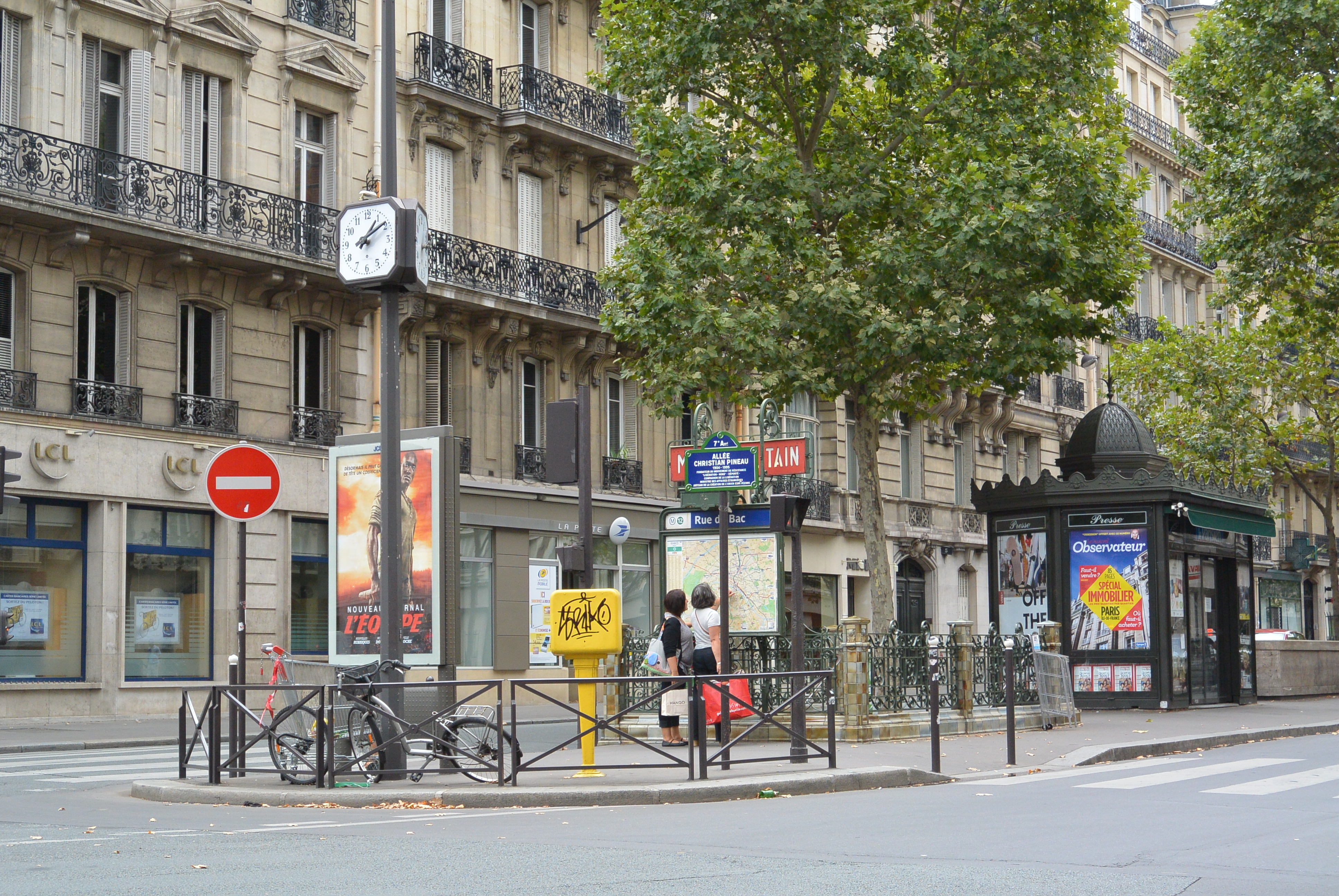
Allée Christian-Pineau.

## Dans la littérature
- Michel Braudeau, Le Raspail vert, Stock, 2024[62].